# 今治ラヂウム温泉
今治ラヂウム温泉（いまばりラヂウムおんせん）は、愛媛県今治市にある公衆浴場施設。施設の本館（オリジナル建築）が国の登録有形文化財に登録されている。
2014年（平成26年）3月末より浴場は休業、現在は閉館となっている。

## 歴史
町のシンボル、娯楽場として開業
瀬戸内海の大島出身の実業家・村上寛造（むらかみ かんぞう）が設立。
村上は1919年（大正8年）「共楽館」の名称で、常設映画館と「ラヂウム温泉」を設立創業して、1923年（大正12年）頃までには一帯に「京町歓楽街」を形成。京町一帯（現在の共栄町3丁目、4丁目）の土地開発と店舗住宅の建設を進め、1924年（大正13年）「京町住宅株式会社」を設立。さらに1933年（昭和8年）常設映画館「第二共楽館」を開設。
1920年（大正9年）の今治市地方都市誕生に併せて、町の中心に歓楽街をつくるため、娯楽の場として地域のシンボルかつ象徴的なランドマークが誕生する。
戦中の役割の変化
この辺りで頑丈な鉄筋コンクリート造の建物は当時珍しく、太平洋戦争期の1942年（昭和17年）頃には越智郡郷土防衛隊の本部が設置される。1945年（昭和20年）の今治空襲では市内の8割が焼失したが、奇跡的に戦火を免れ、空襲直後は病院や銀行などが集まる地域インフラの拠点（2階大ホール部分）となる。
戦後の増改築と休業、文化財登録へ
1951年（昭和26年）「株式会社ラヂウム温泉」を設立。1967年（昭和42年）に建物の3階部分を増築し、「ホテル青雲閣」を開業。さらに1988年（昭和63年）、サウナ風呂やスチームバスなど13種類の様々な風呂を取り入れた近代型銭湯に改築する。
2014年（平成26年）3月末、浴場を休業。約2年半後の2016年（平成28年）11月29日に国の登録有形文化財に登録され、以降も建物はそのままの姿で残されている。

## 建物・内装の特徴

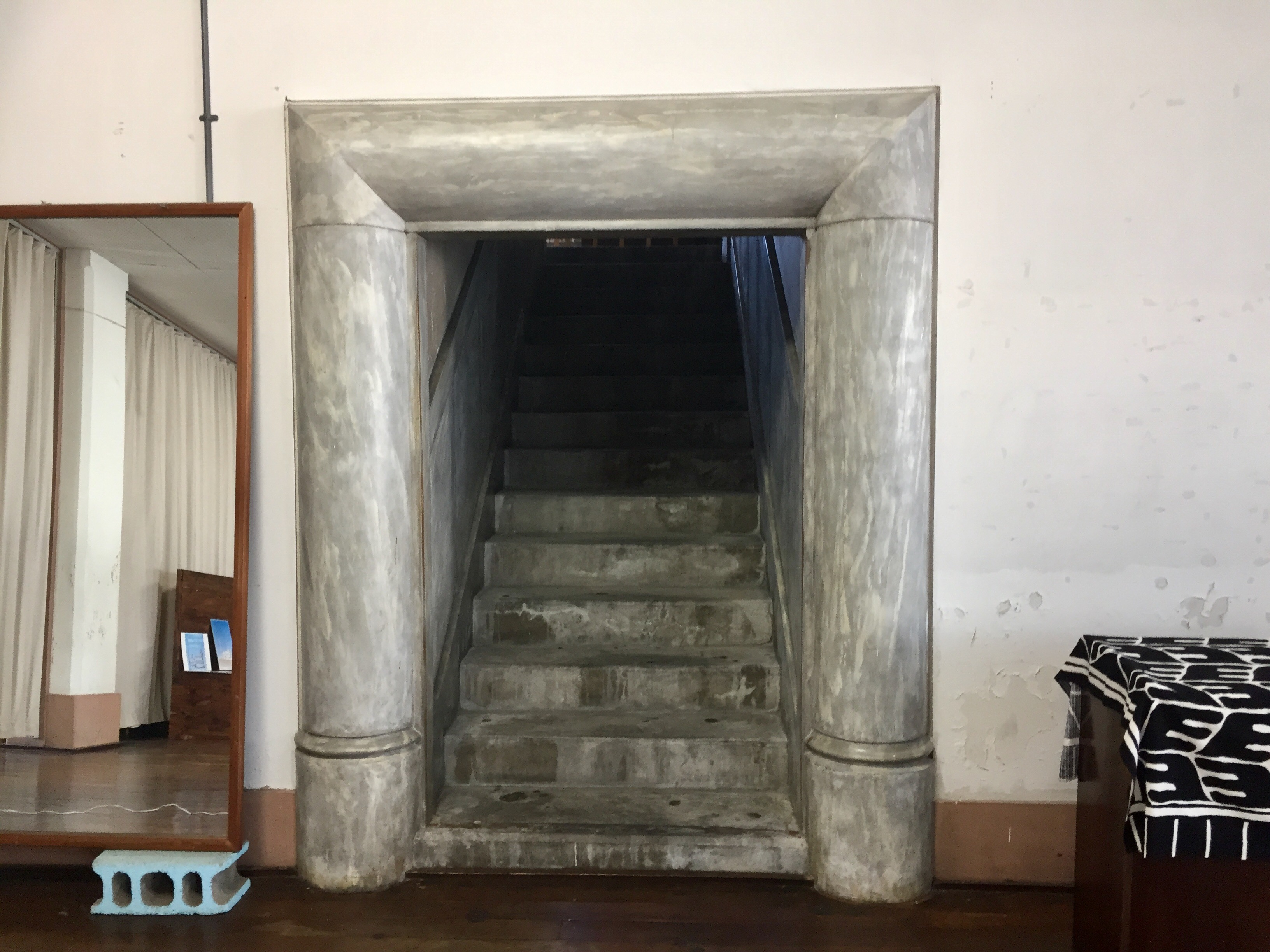
階段入口壁面のマーブル技法

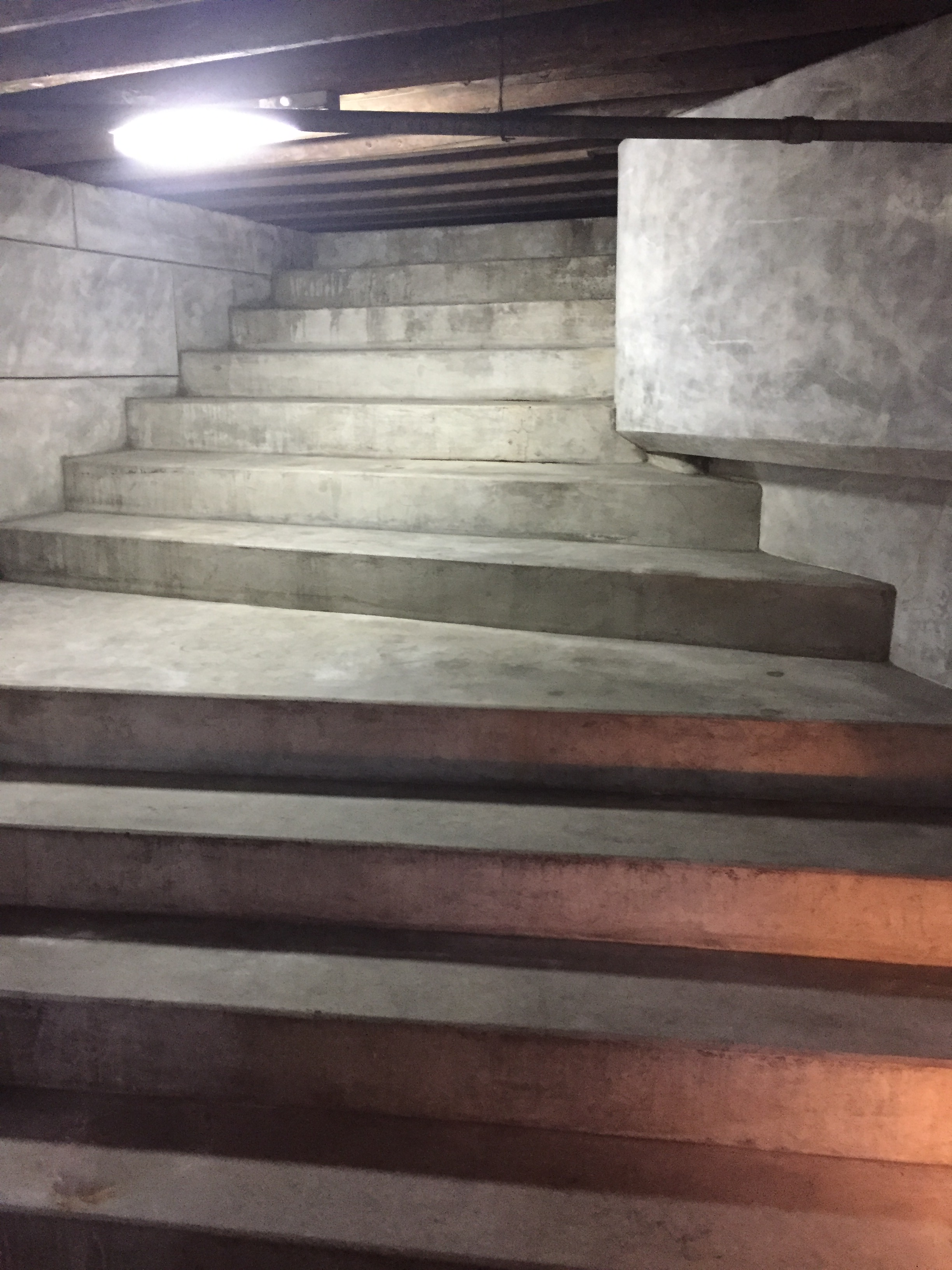
浴場から2階ホールに続いてた階段の一部

1919年（大正8年）建造、鉄筋コンクリート造の本体中央に多角形を重ねた塔を持ち、背面には2つの白いドームを配し、中央にレンガの煙突が立つ。建築当初は映画館やダンスホールなどを備えた娯楽場であった。当初の建物（オリジナル建築）は三角屋根の3階部分がなく、鉄筋コンクリート造の2階建て（建物上部には下記の塔屋があり）であった。背後の八角形ドームは男女浴室（計2つ）となっており、建物上部には五角形と六角形の平面を重ねた塔屋があるなど独特な形状の意匠が随所に見られる。建物内部は、柱や幅木などのモルタル壁面に「マーブル技法」という大理石様の左官仕上げが施されており、2階ホールにある階段入口や脱衣場の壁面などで確認できる。
設計など建築に関する当時の資料が乏しいこともあり、建築家などの詳細は現状では明らかになっていない。一部ではオランダ近代建築の父・ベルラーヘの建築手法との類似性が指摘されている。
1967年（昭和42年）には三角屋根の建物3階部分を増築。さらに1988年（昭和63年）には前述のとおり近代型銭湯として改築された。この時に浴場玄関付近の構造（外壁の位置含む）が昔ながらの番台からフロント式に変更となった。
当施設の設立時期については閉館後に発見された様々な資料により明らかになっているものの、建築家に関する情報や建物の構造など一部未解明の部分が残されているため、今後も新たな資料の発見と知見、それらを基にした研究の進展が待たれている。2024年の調査では、建築当初の意匠は船をモチーフにしていたという見解が示された。
当施設の外観

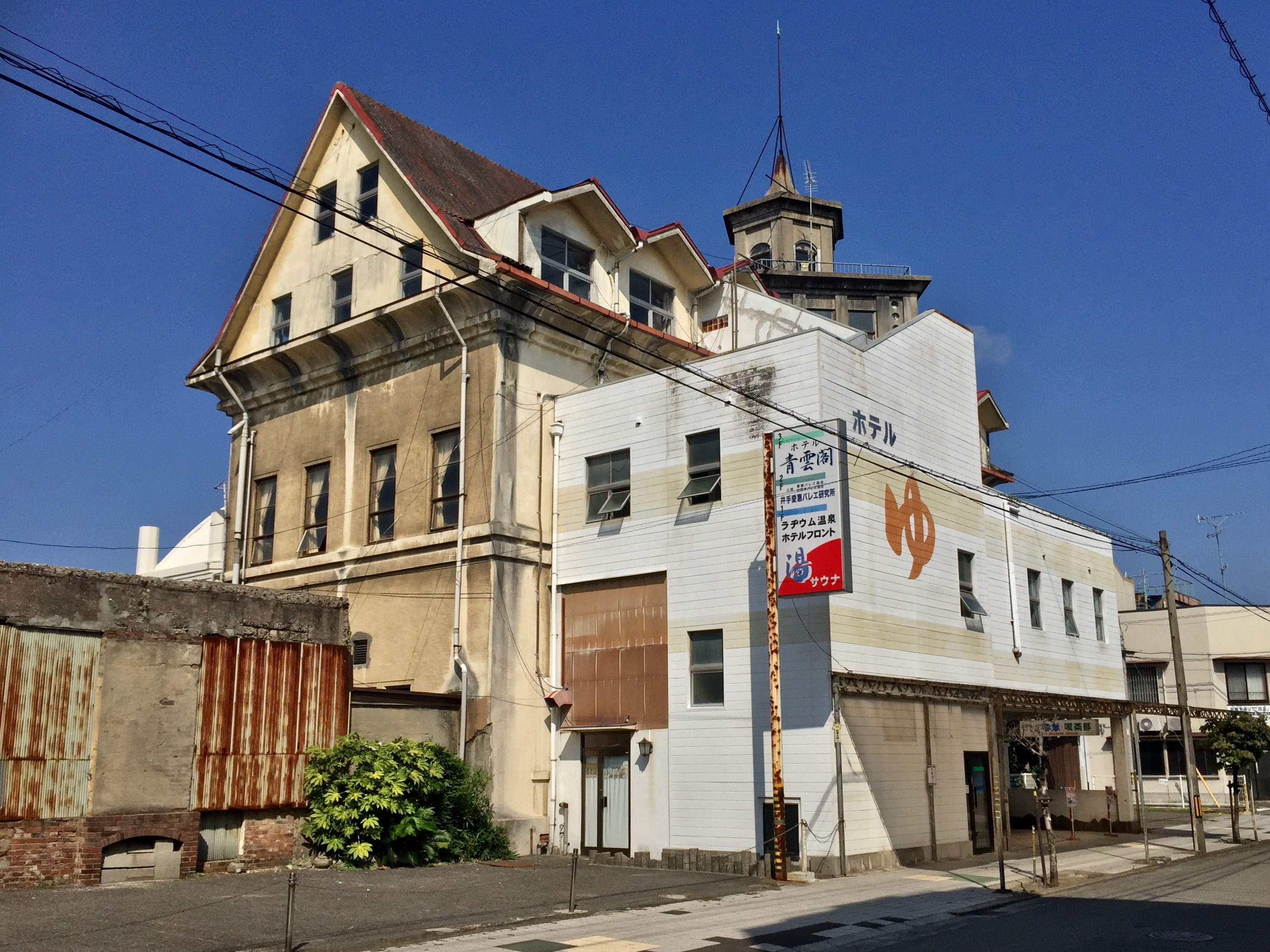
南東側より撮影
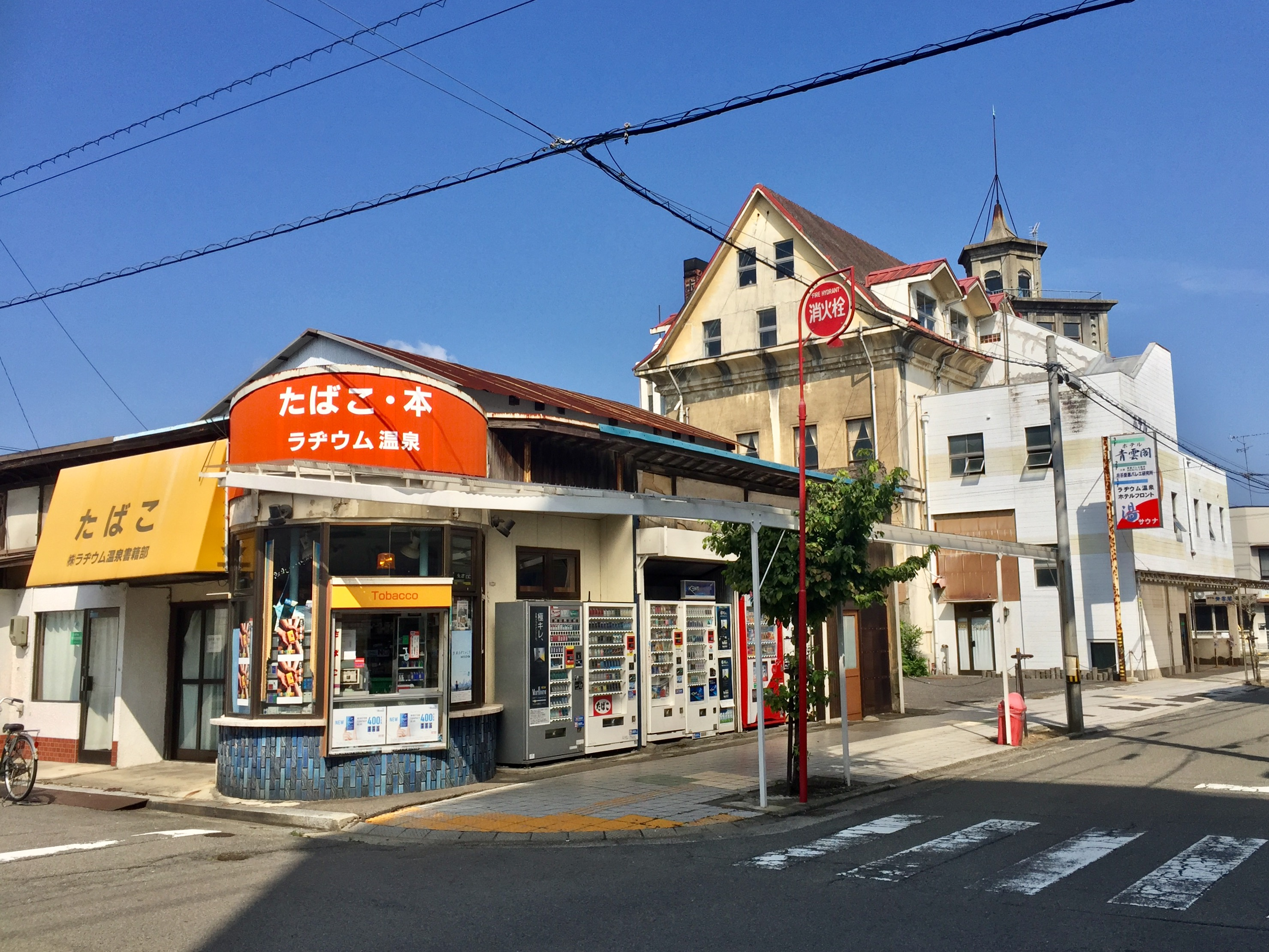
南東側には煙草屋などを併設
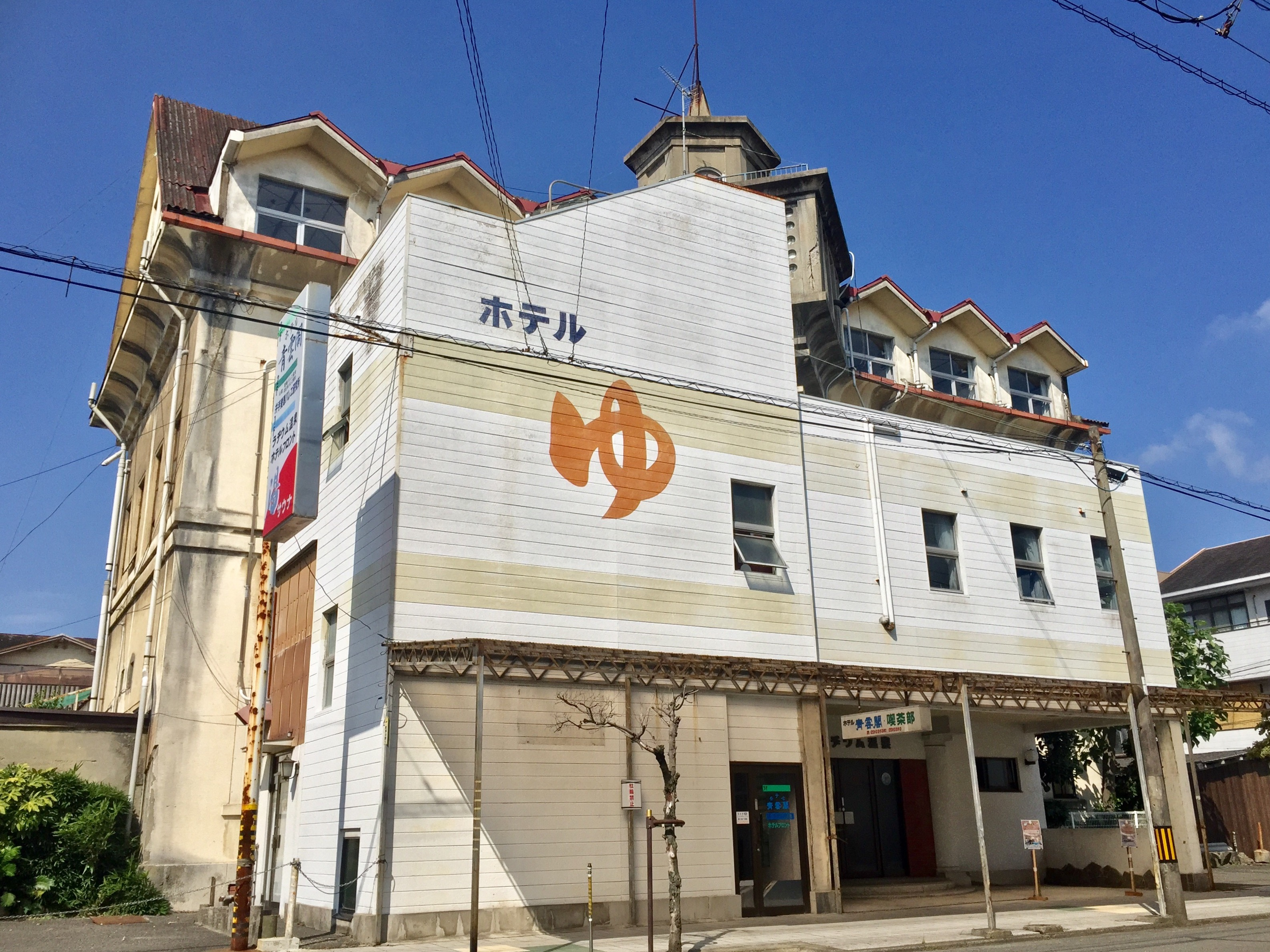
浴場玄関がある東側より撮影
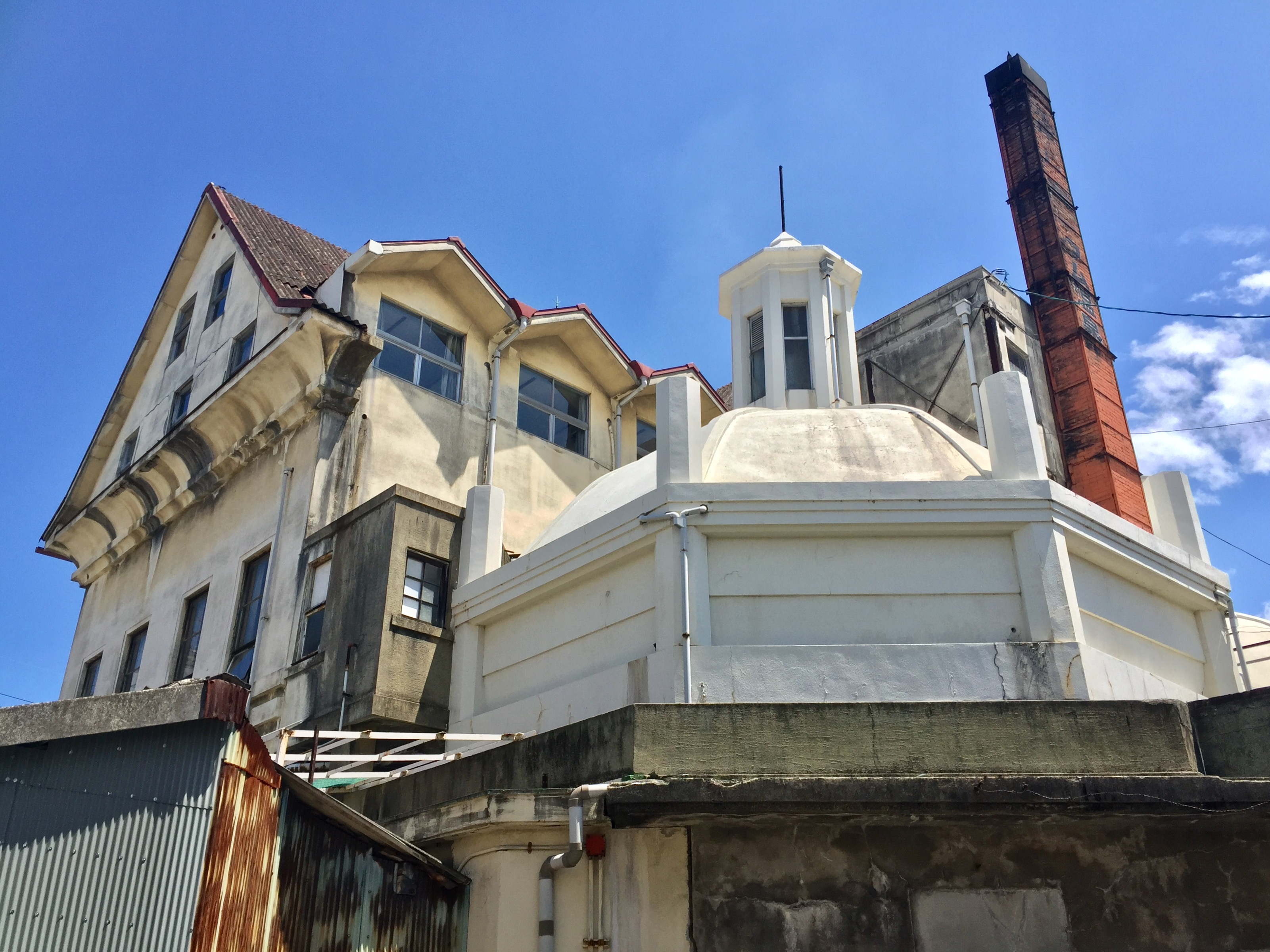
北西側より撮影、中央の白い建物は浴室の八角形ドーム
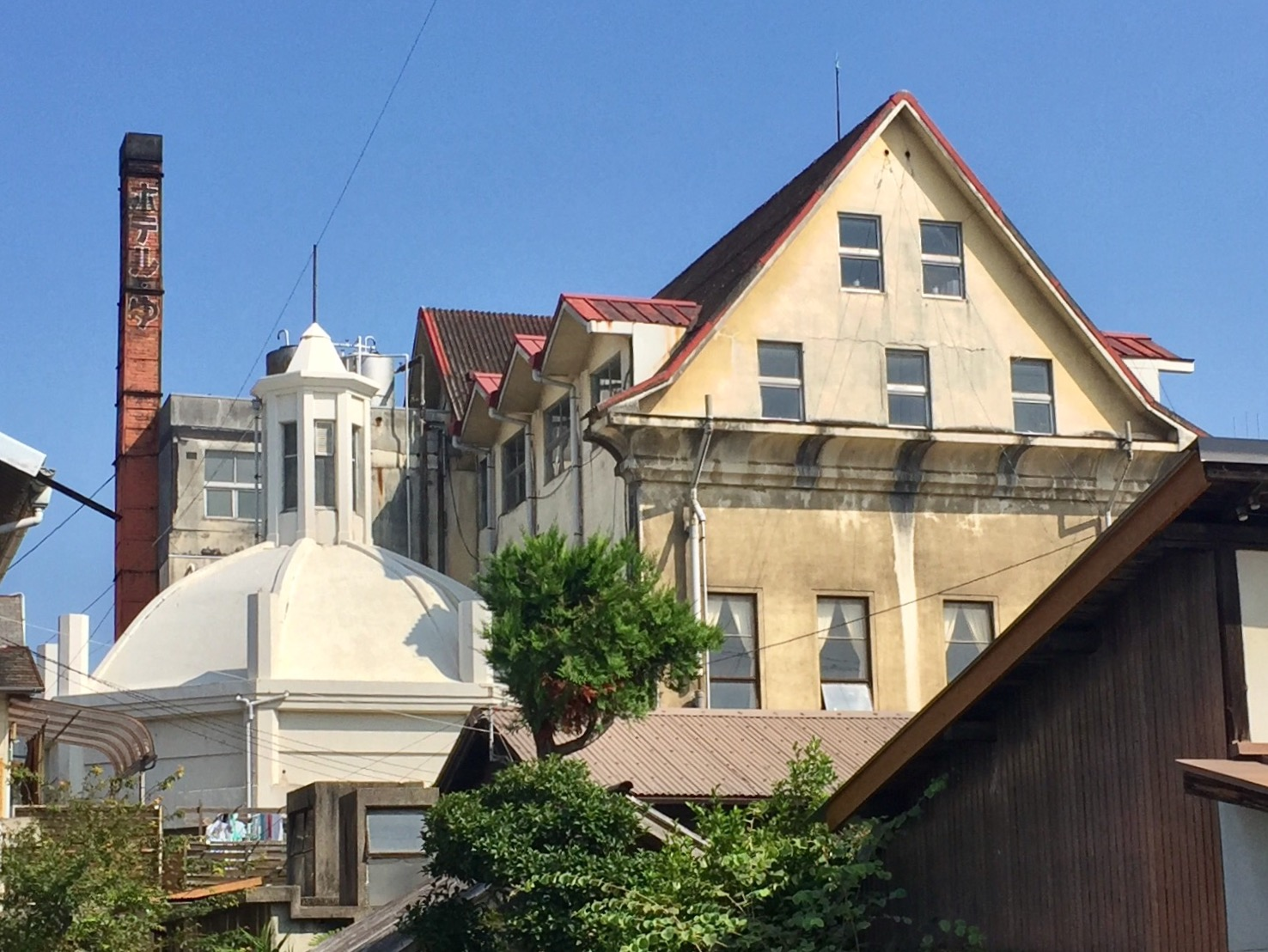
南側より撮影
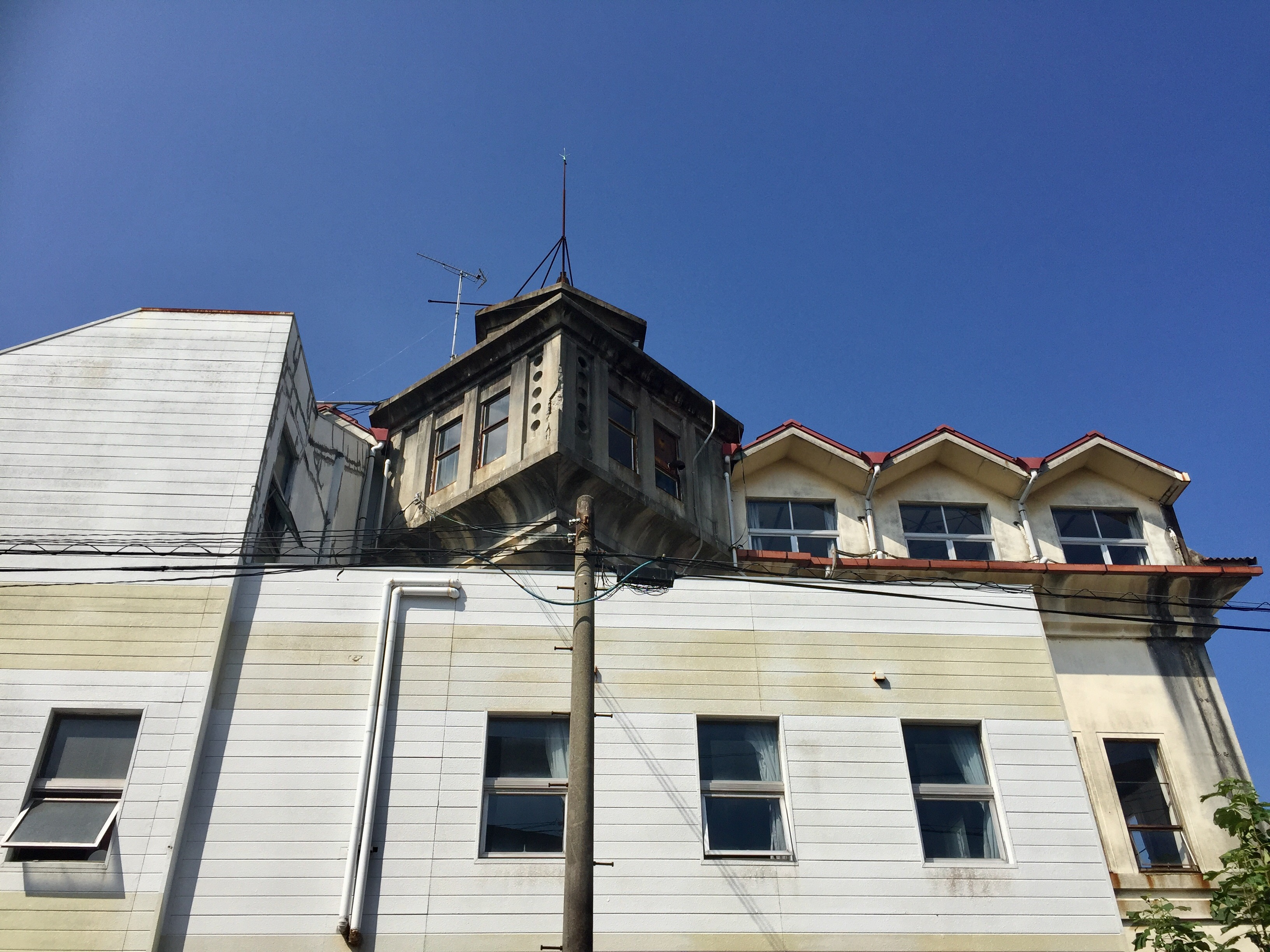
東側より建物上部の塔屋を見上げる
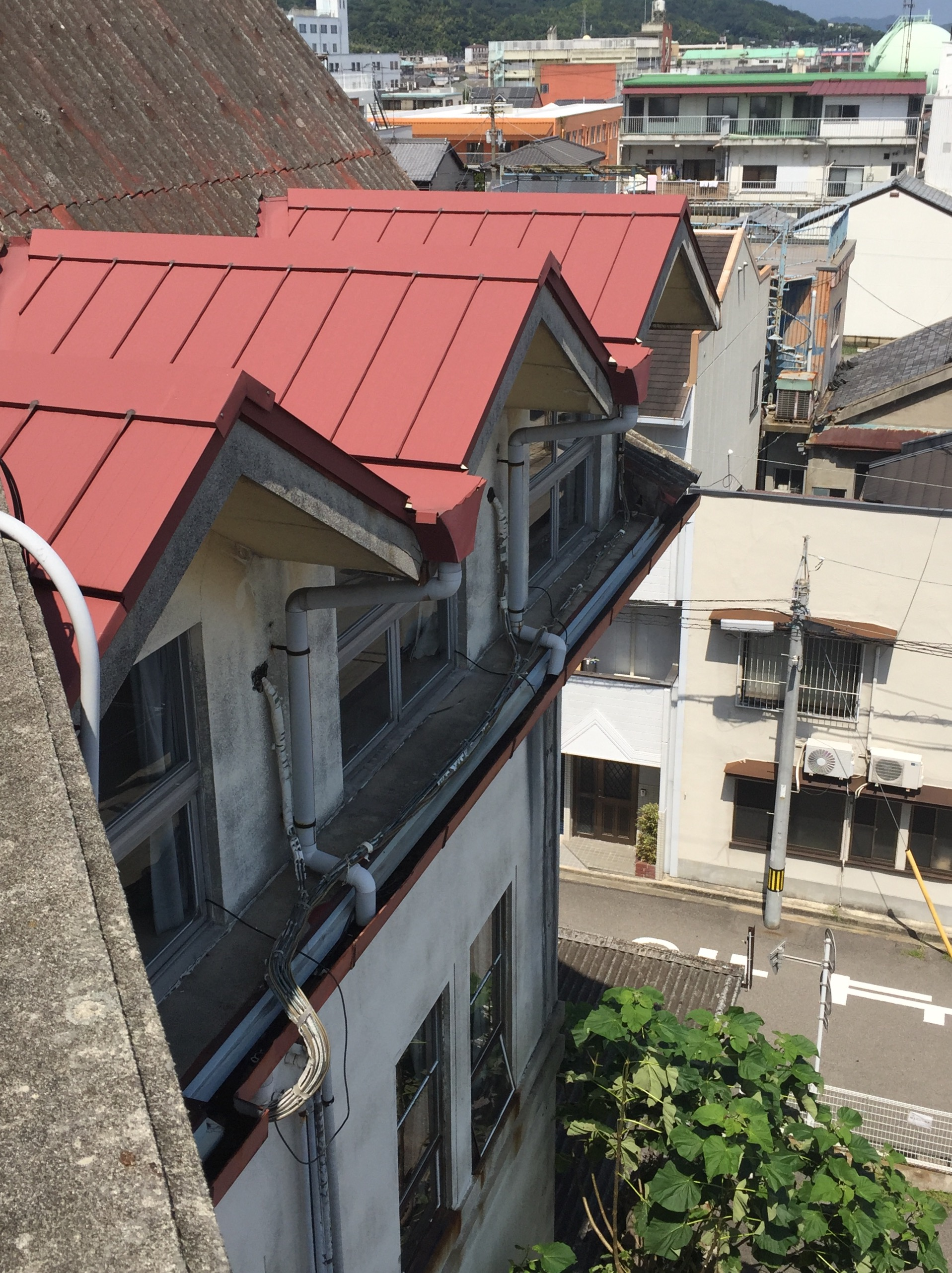
塔屋付近より三角屋根を見下ろす
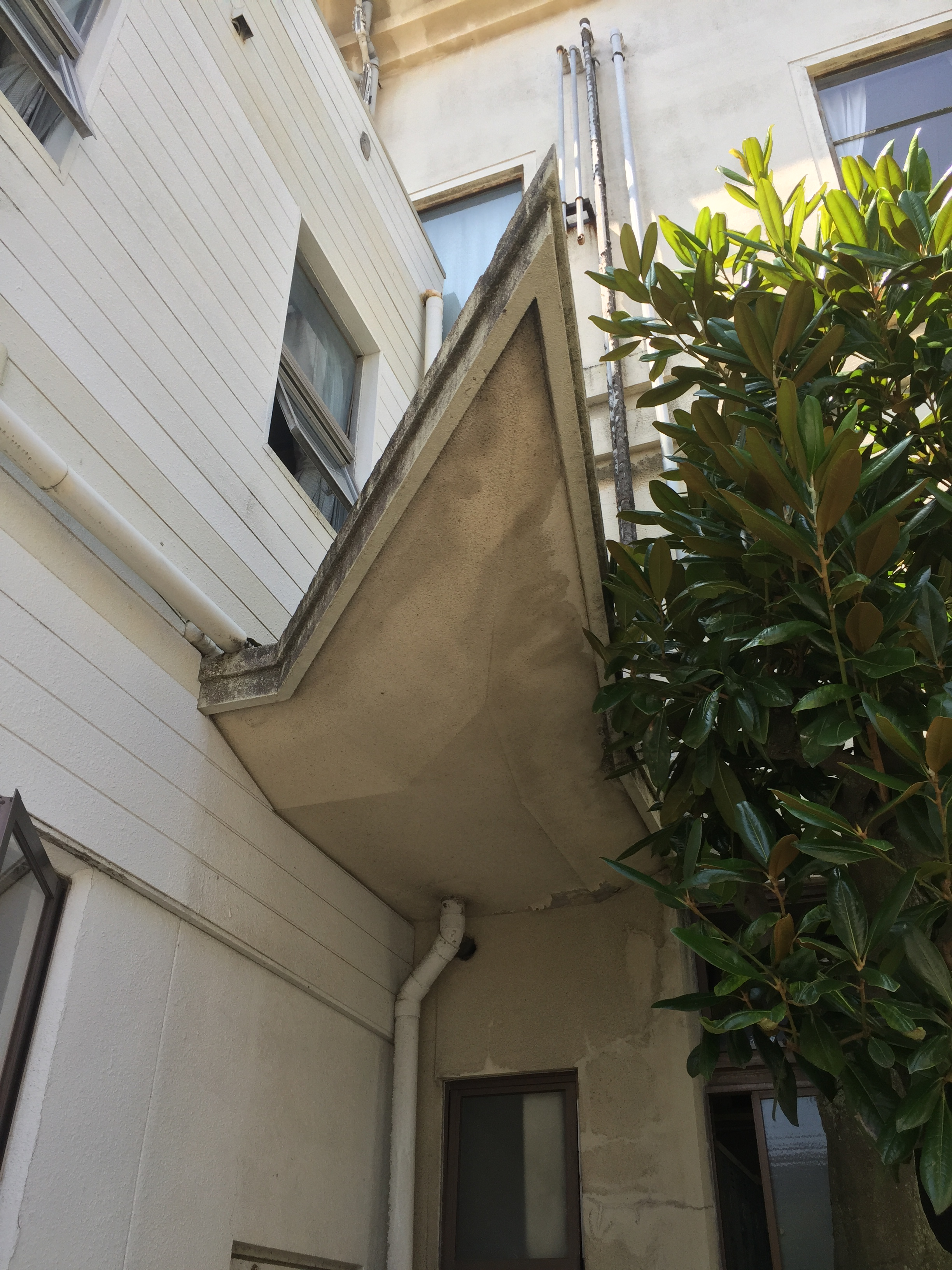
ギザギザの庇、増築時に大部分が隠され現在確認できるのは一部のみ

塔屋と煙突

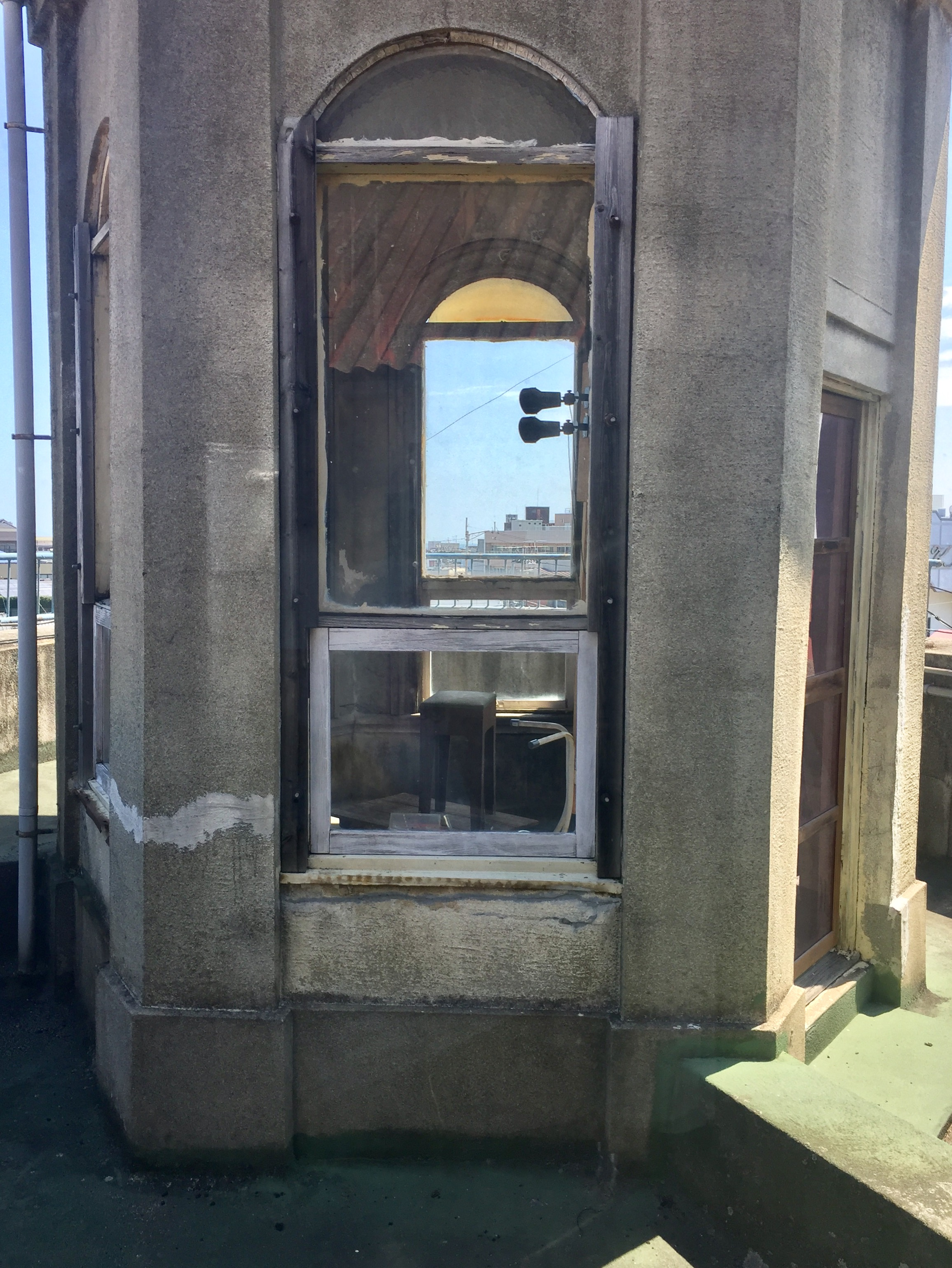
最上部にある六角柱の塔屋
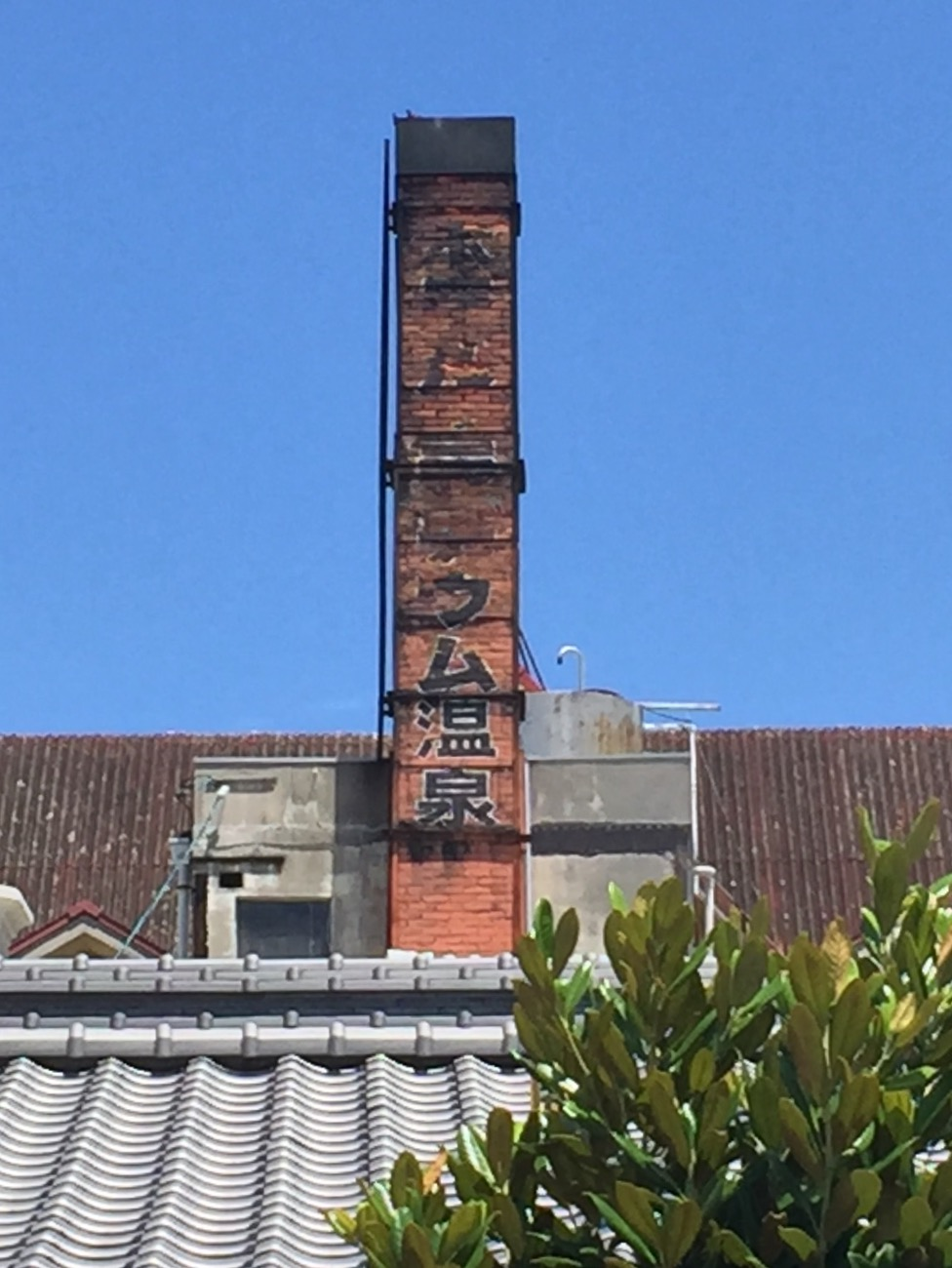
レンガ造りの煙突を南西側より撮影
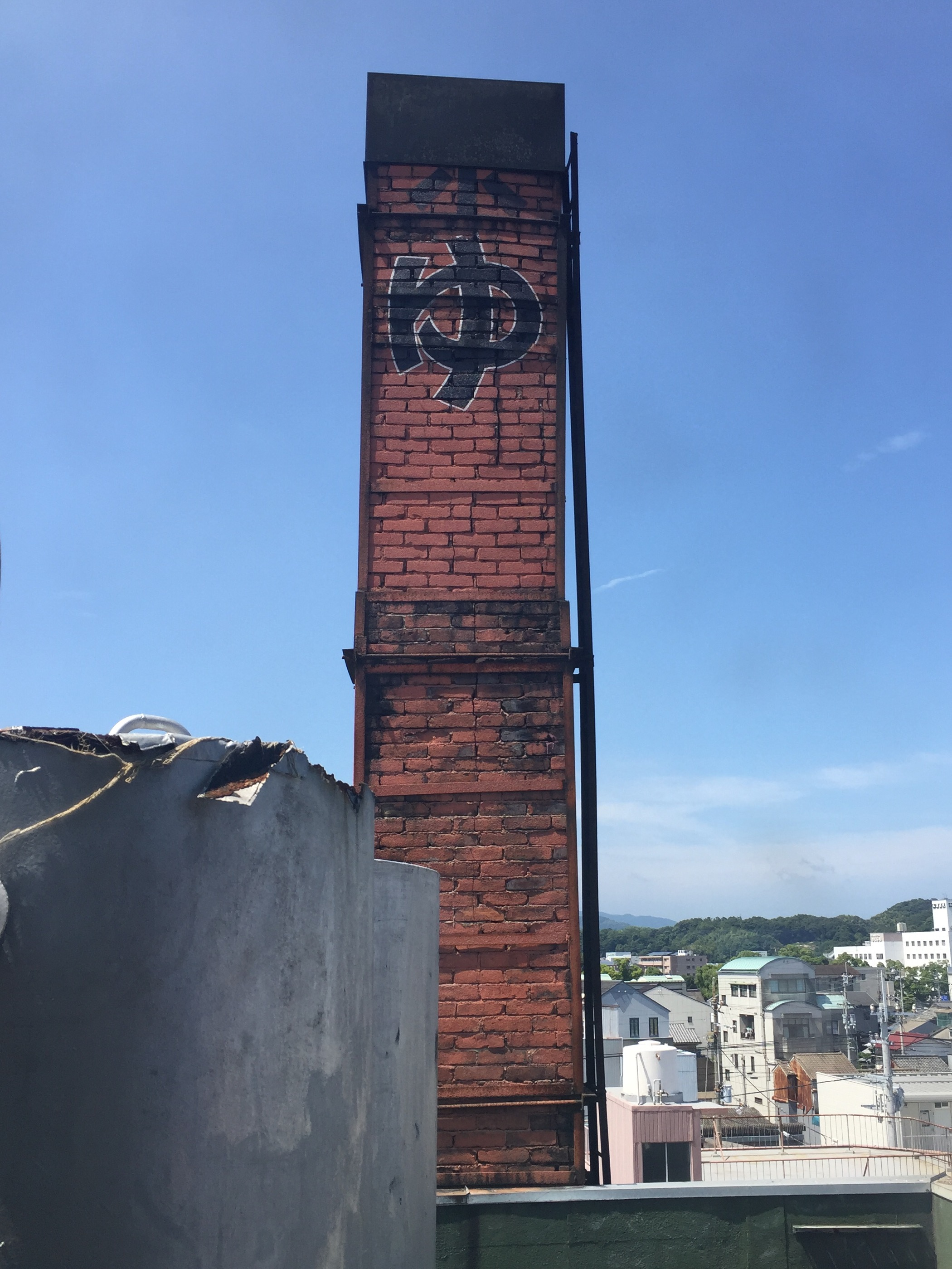
煙突を屋根裏部屋より撮影

※イベント開催時（2017年8月）

## 併設施設
2階：大ホール

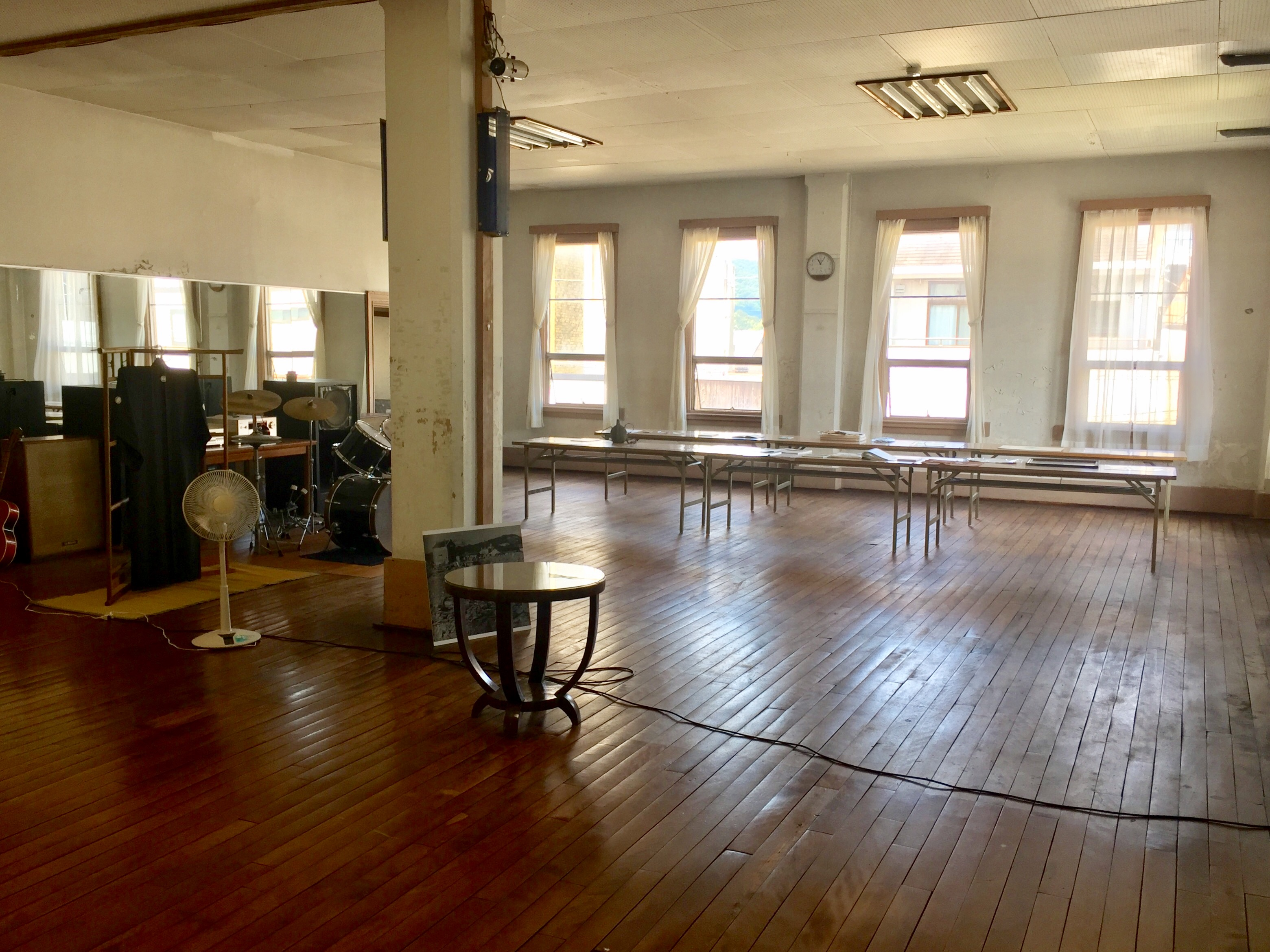
2階大ホール

2階部分（大ホール）は当初、演劇や演芸、ダンスホールなど娯楽の場として利用されていたが、戦中は郷土防衛隊の本部、空襲直後は病院や銀行などが集まる地域インフラの拠点となる。平成に入るとクラシックバレエ教室として使用されていた（同教室は浴場の休業後も2016年夏まで継続）。
3階：ホテル青雲閣
1967年（昭和42年）に増築された3階部分には宿泊施設として「ホテル青雲閣」を開設、現在は浴場と同じく休業中である。

## 最新情報
建物公開の見学イベント等を期間限定で開催。最新情報やイベントの告知などは公式フェイスブックおよび公式サイトを参照のこと。

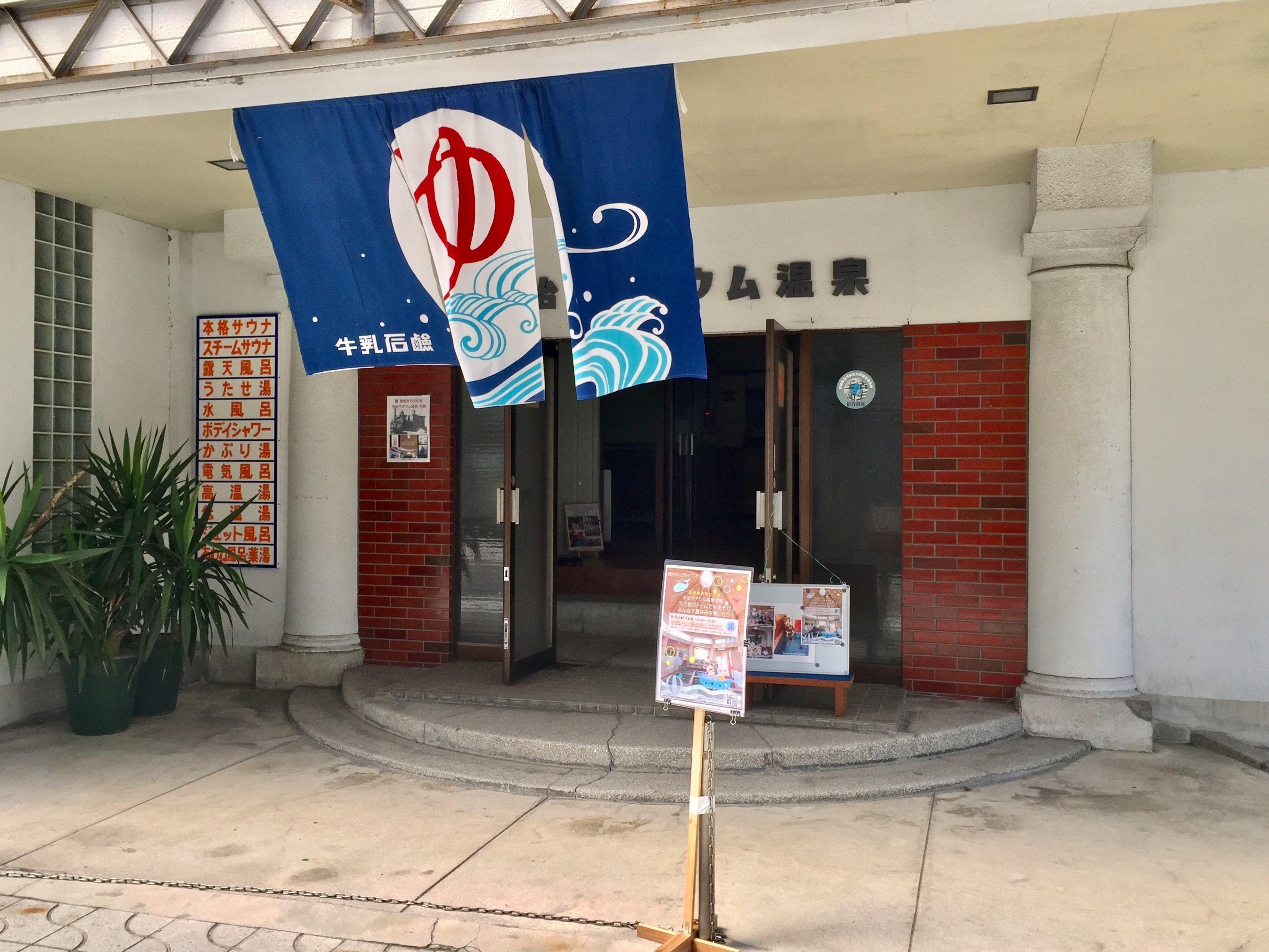
浴場玄関ののれん ※イベント開催時（2017年8月）

## 所在地
愛媛県今治市共栄町4丁目2番9号

### 交通
鉄道
- JR予讃線「今治駅」より徒歩約13分

自動車
- 西瀬戸自動車道（しまなみ海道）「今治北IC」より約3.5km（※駐車場あり）

## ギャラリー
現在は閉館のため、見学会などの建物公開時を除き非公開としている。
浴場玄関〜フロント、脱衣場

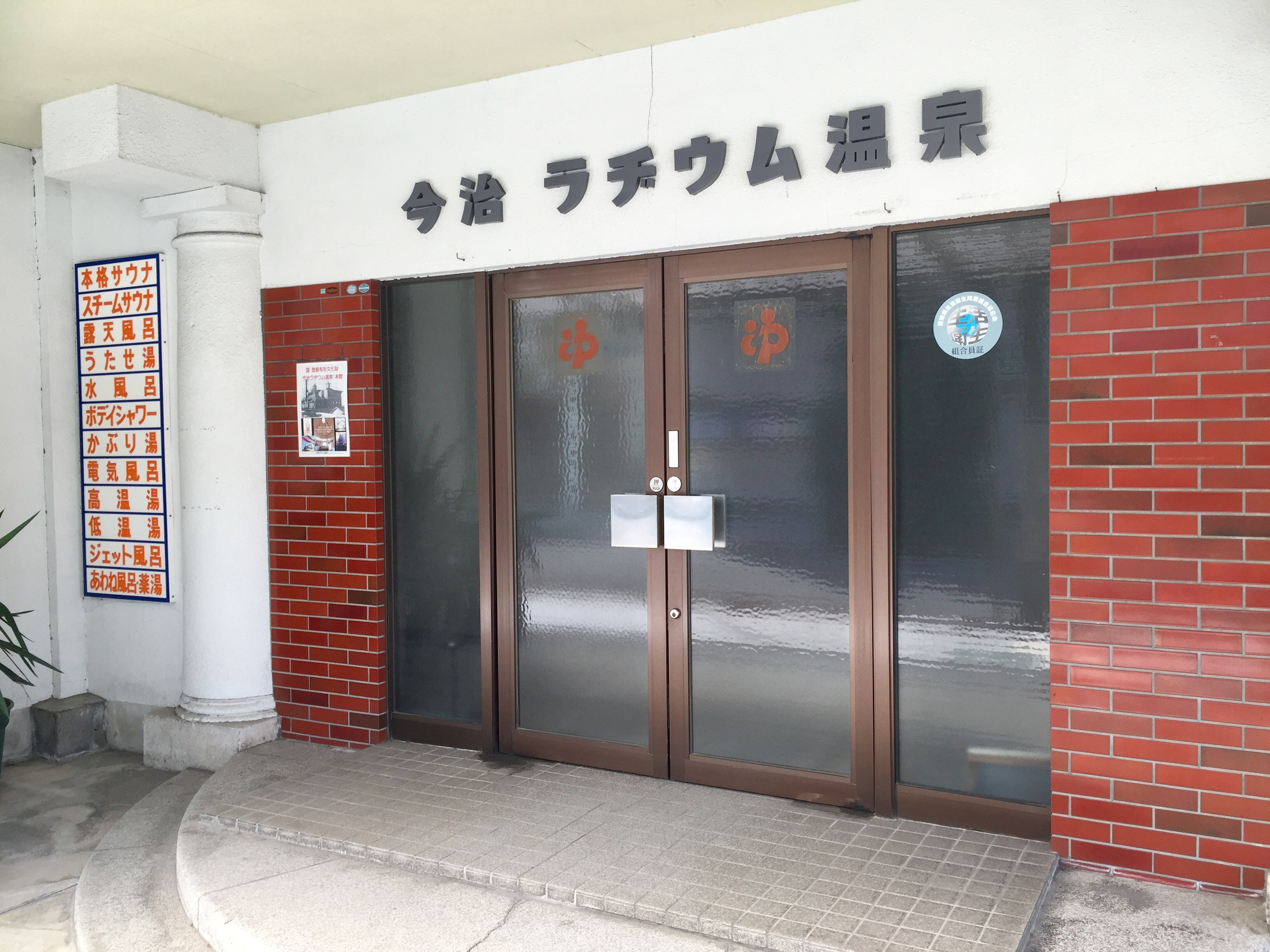
浴場玄関（入口）
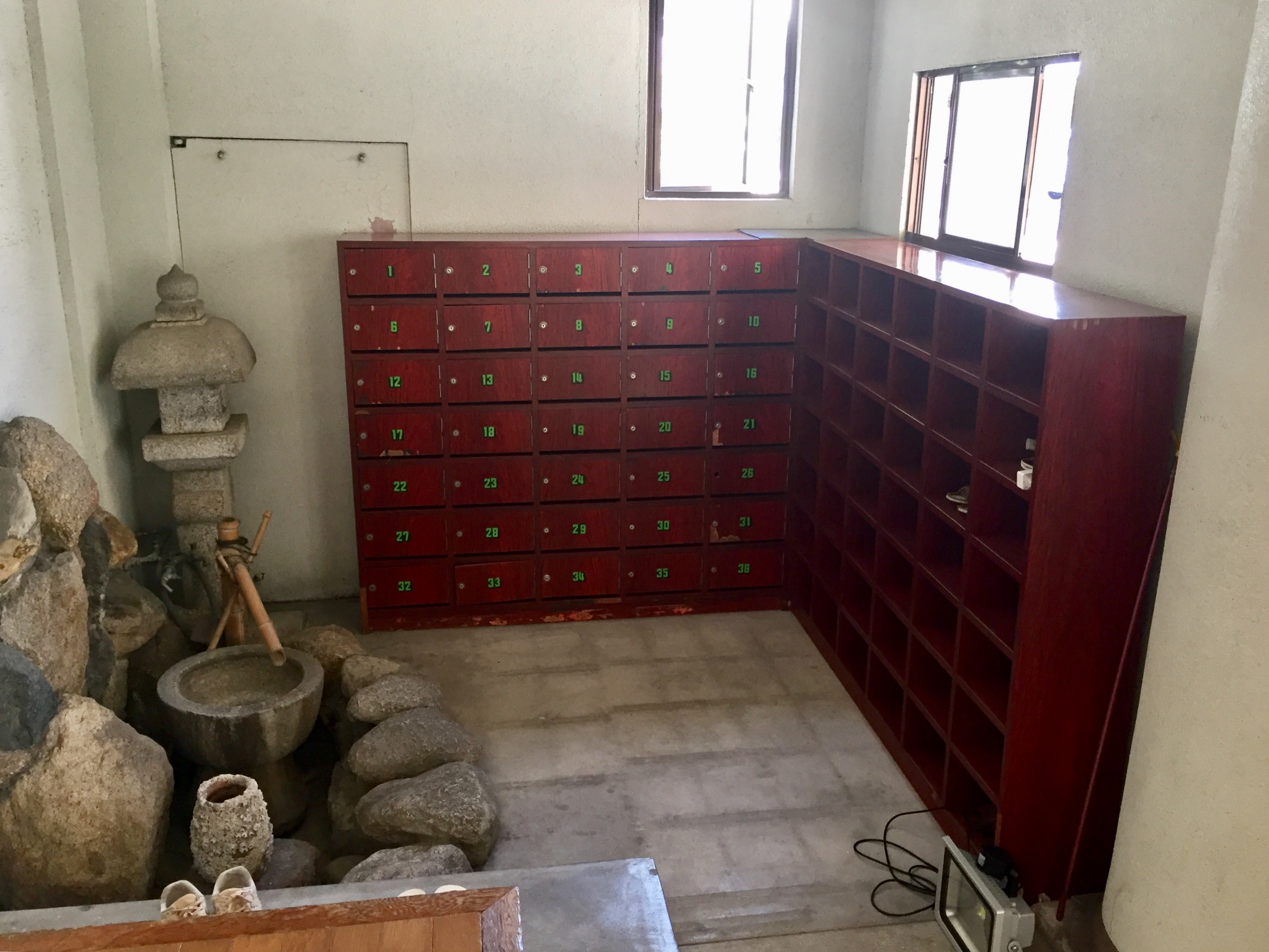
下駄箱
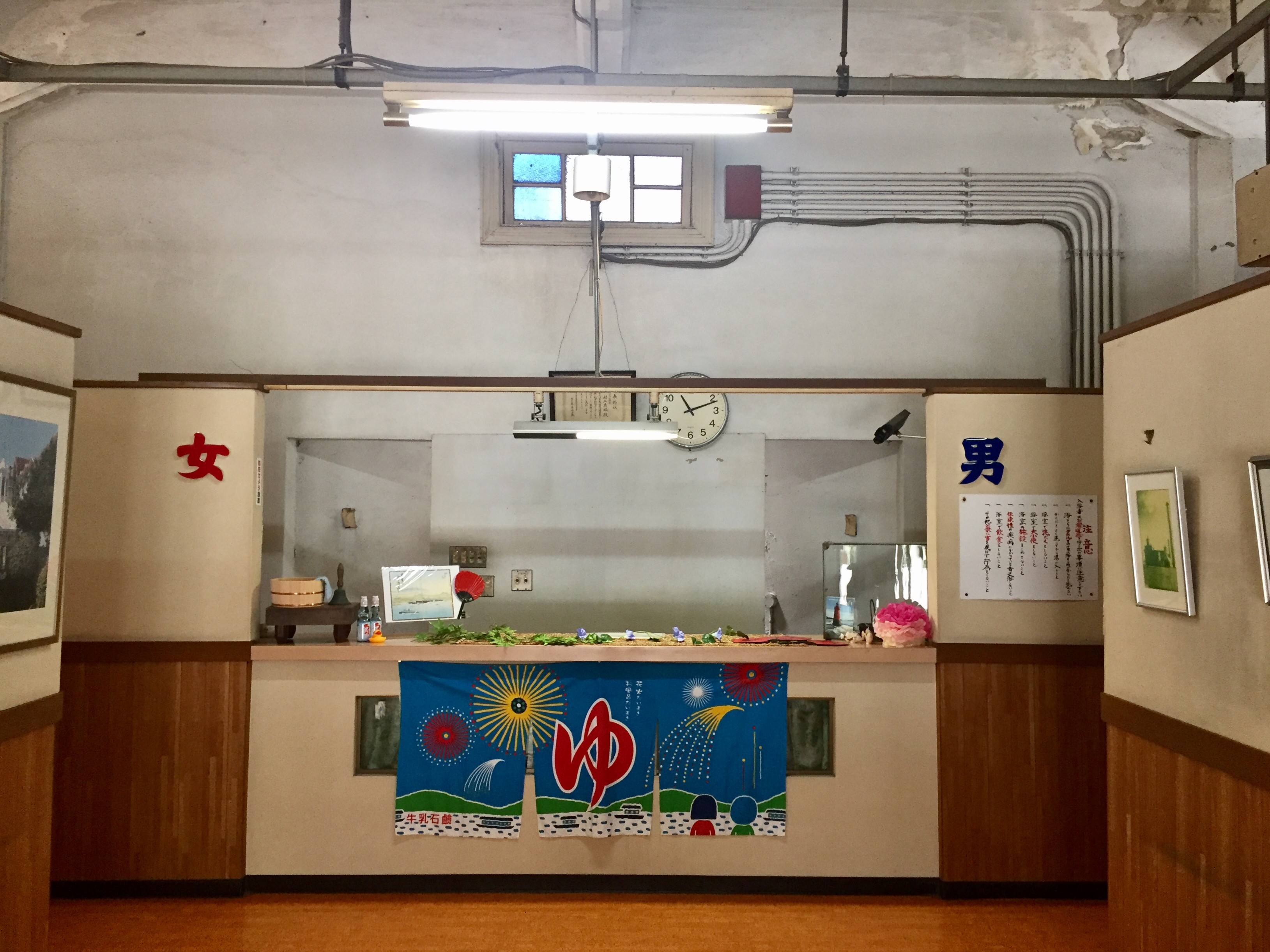
浴場フロント
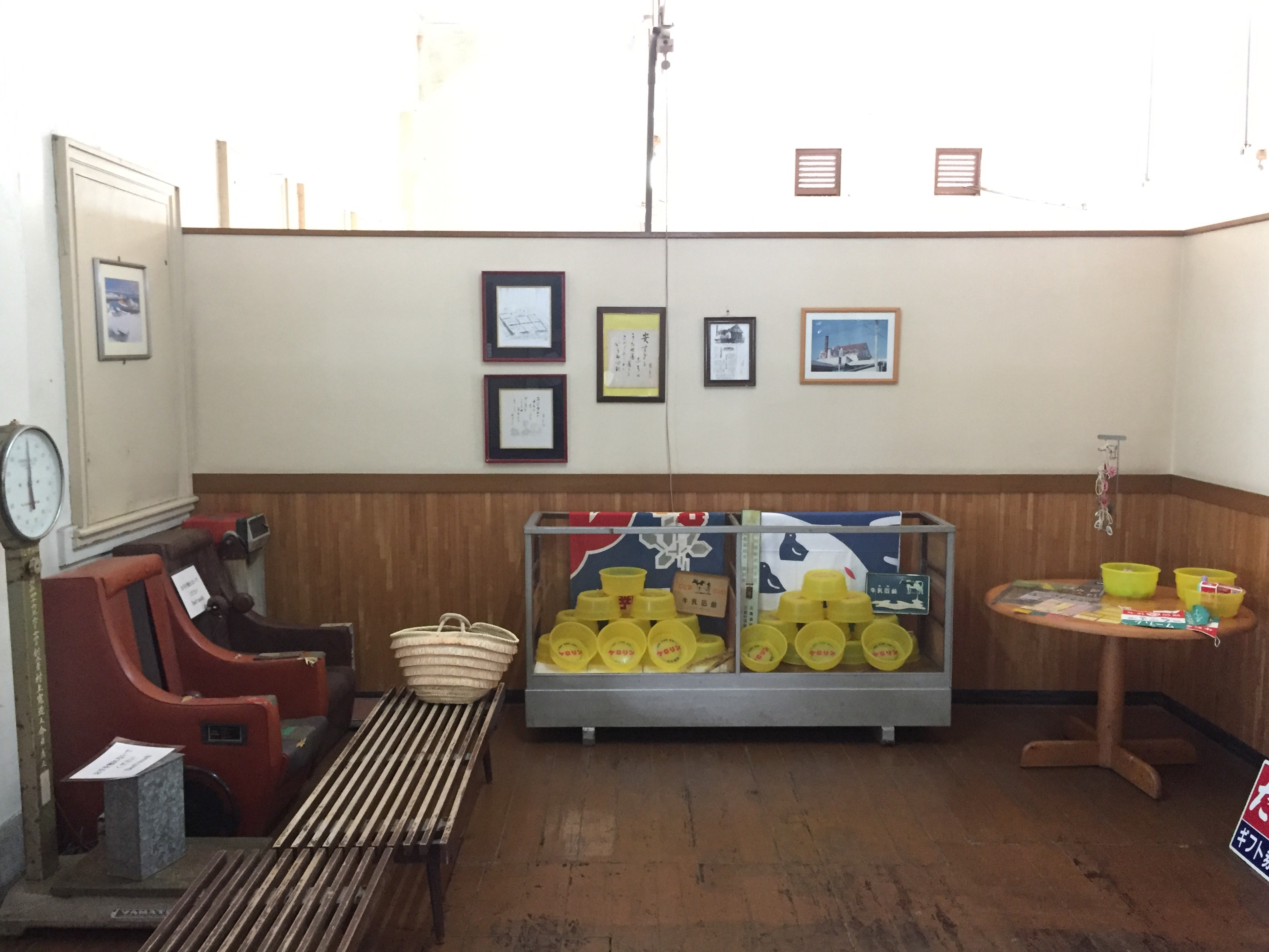
フロント前の休憩所
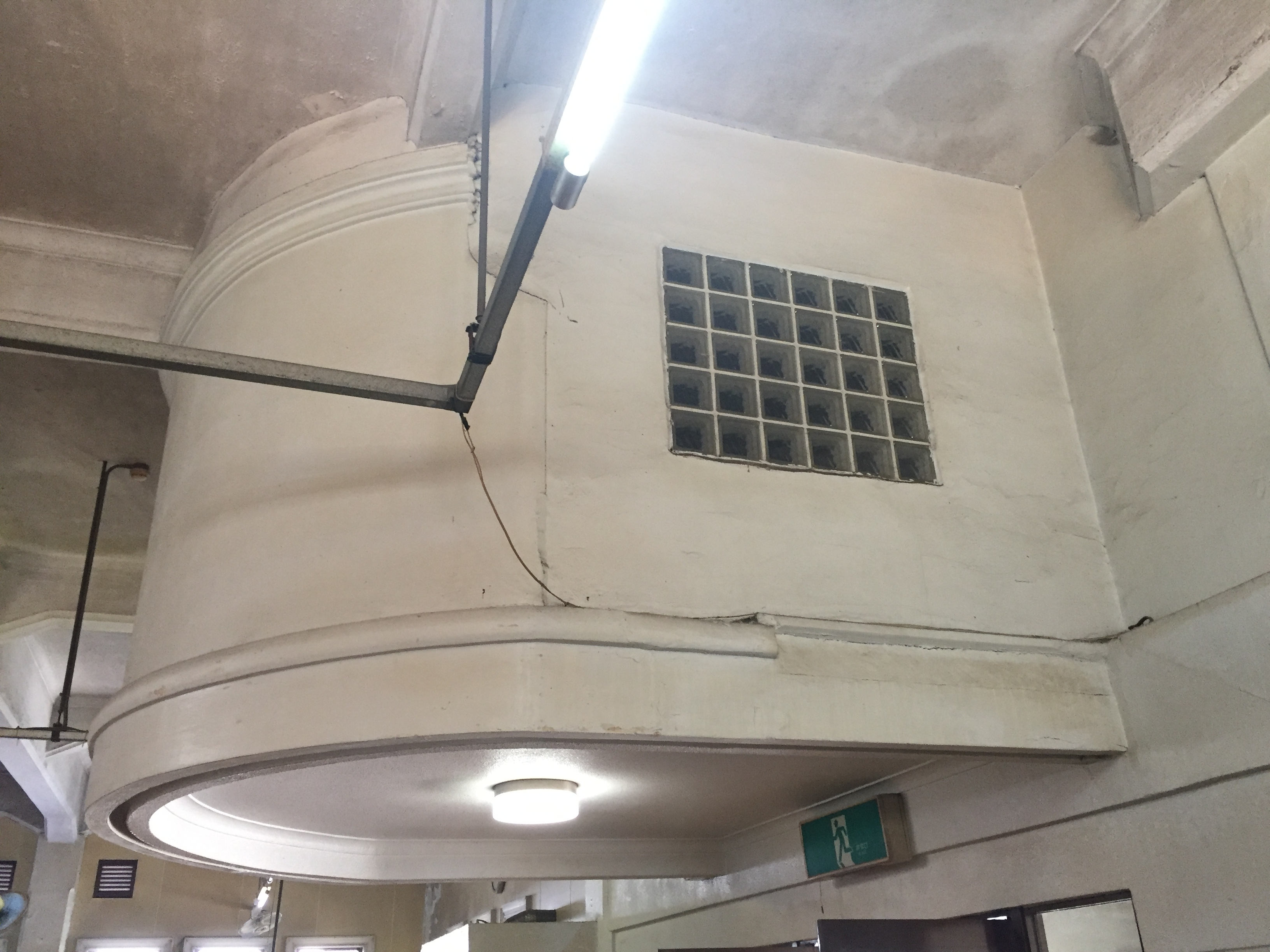
フロント前の天井[注 11]
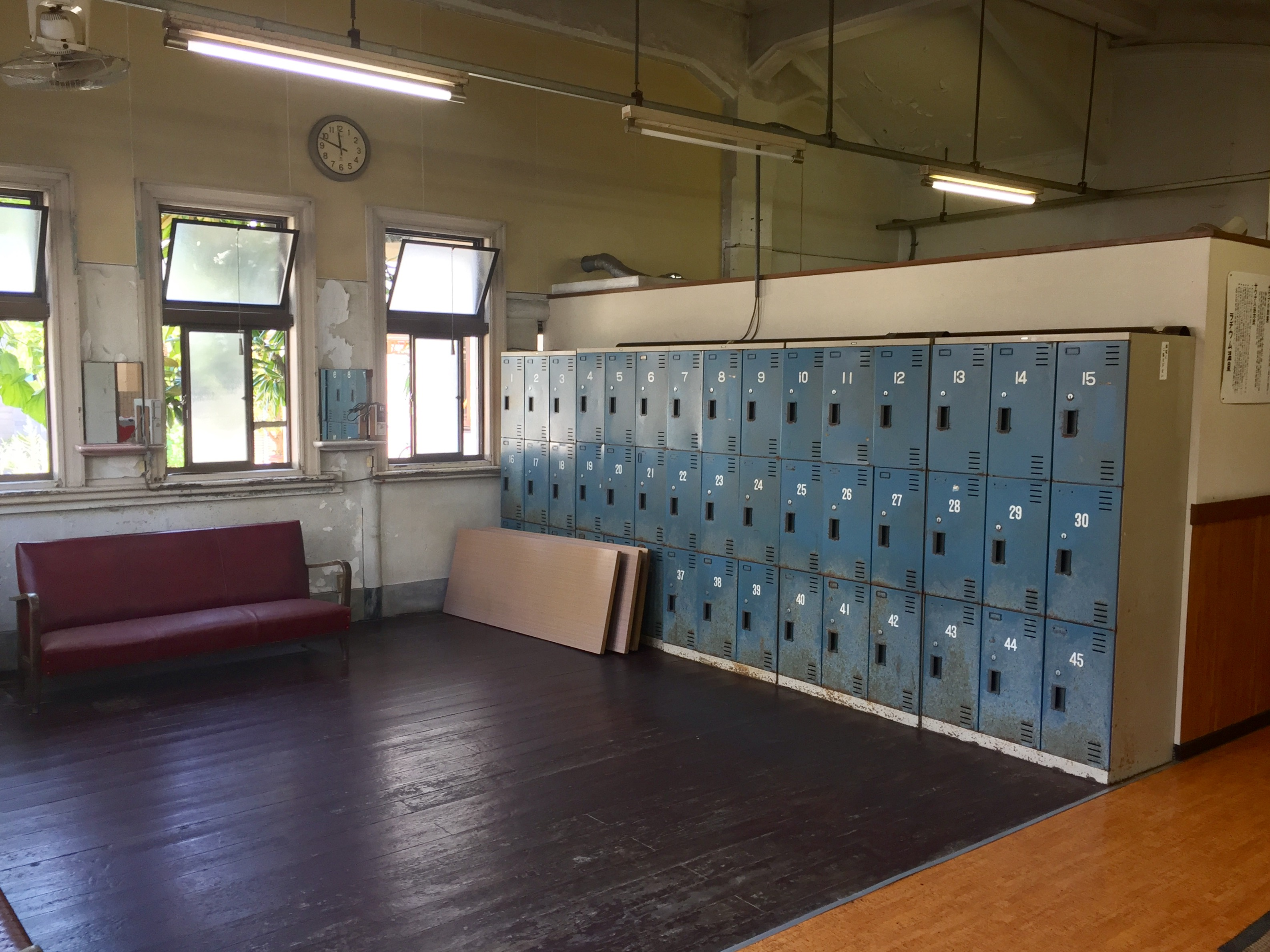
脱衣場（男湯）
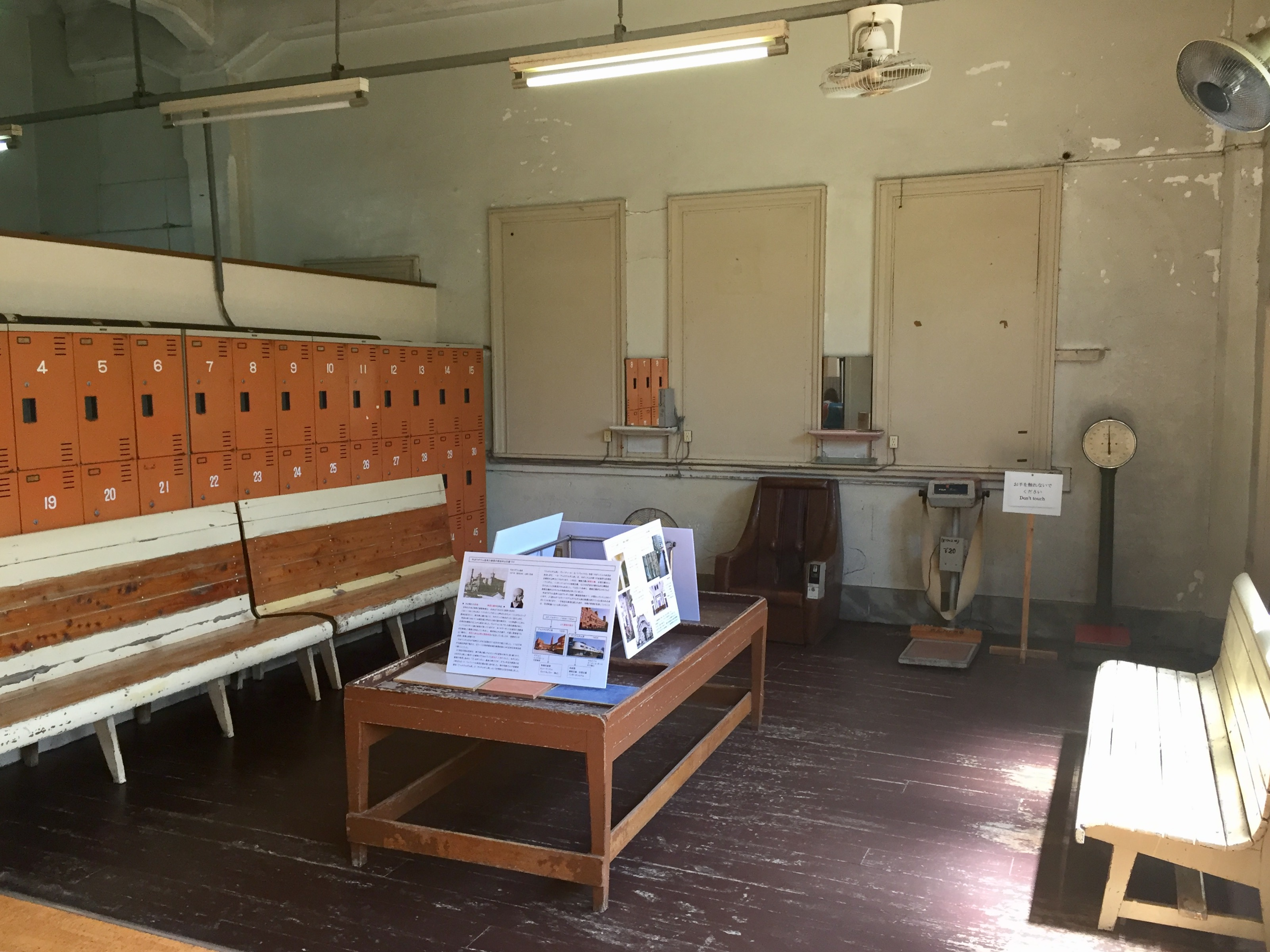
脱衣場（女湯）
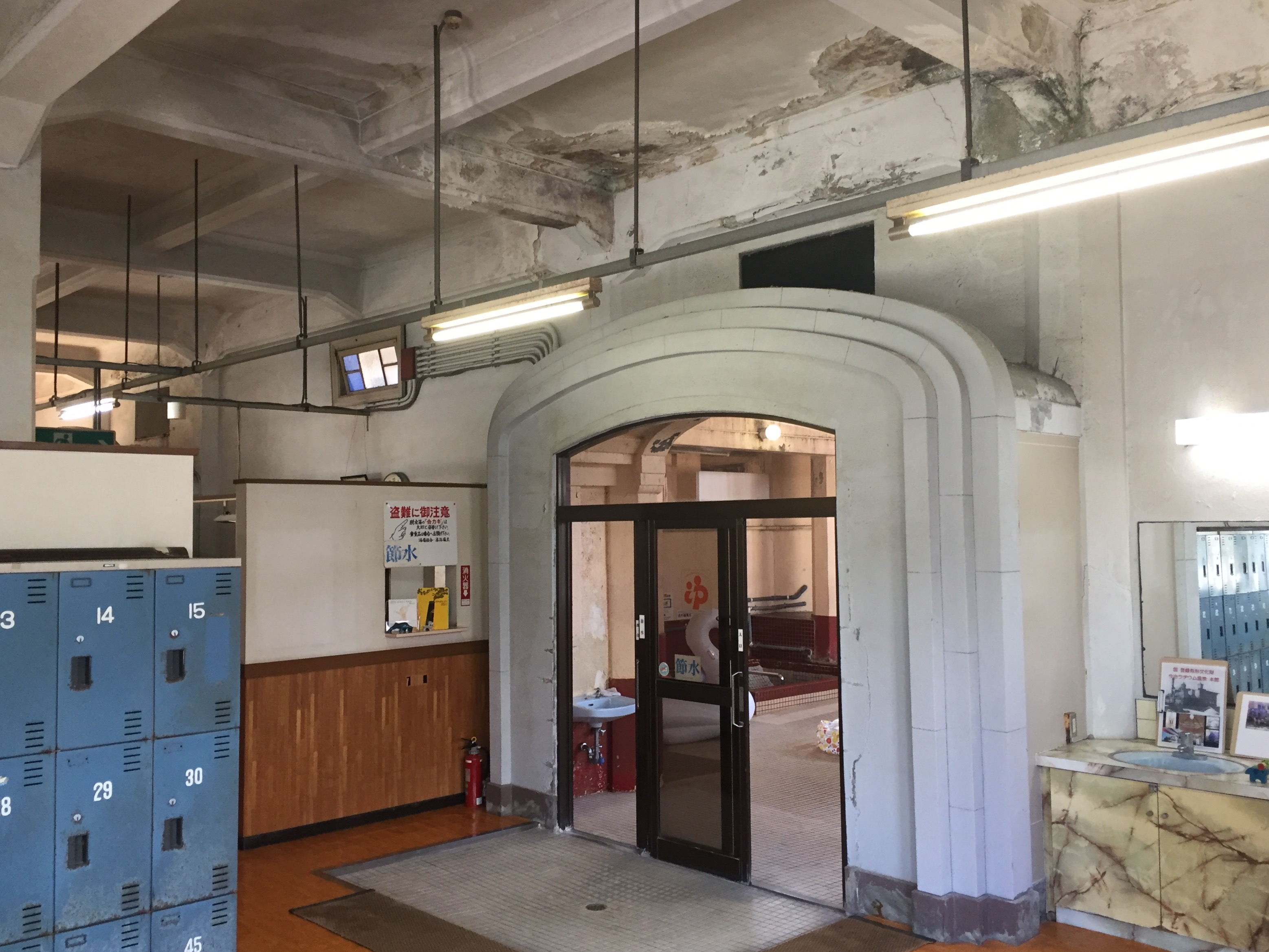
浴室入口

浴室

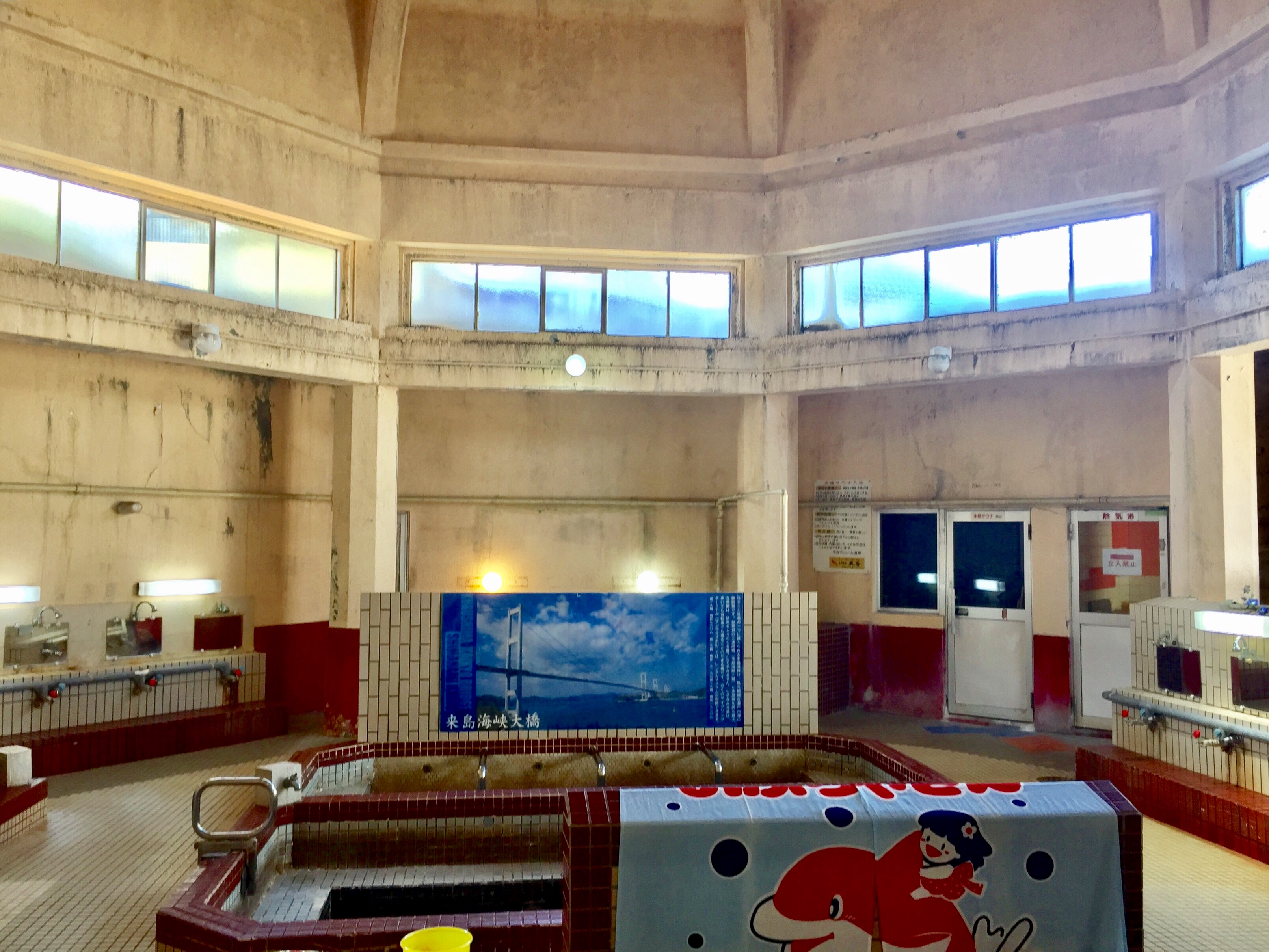
中央の浴槽（入口正面）
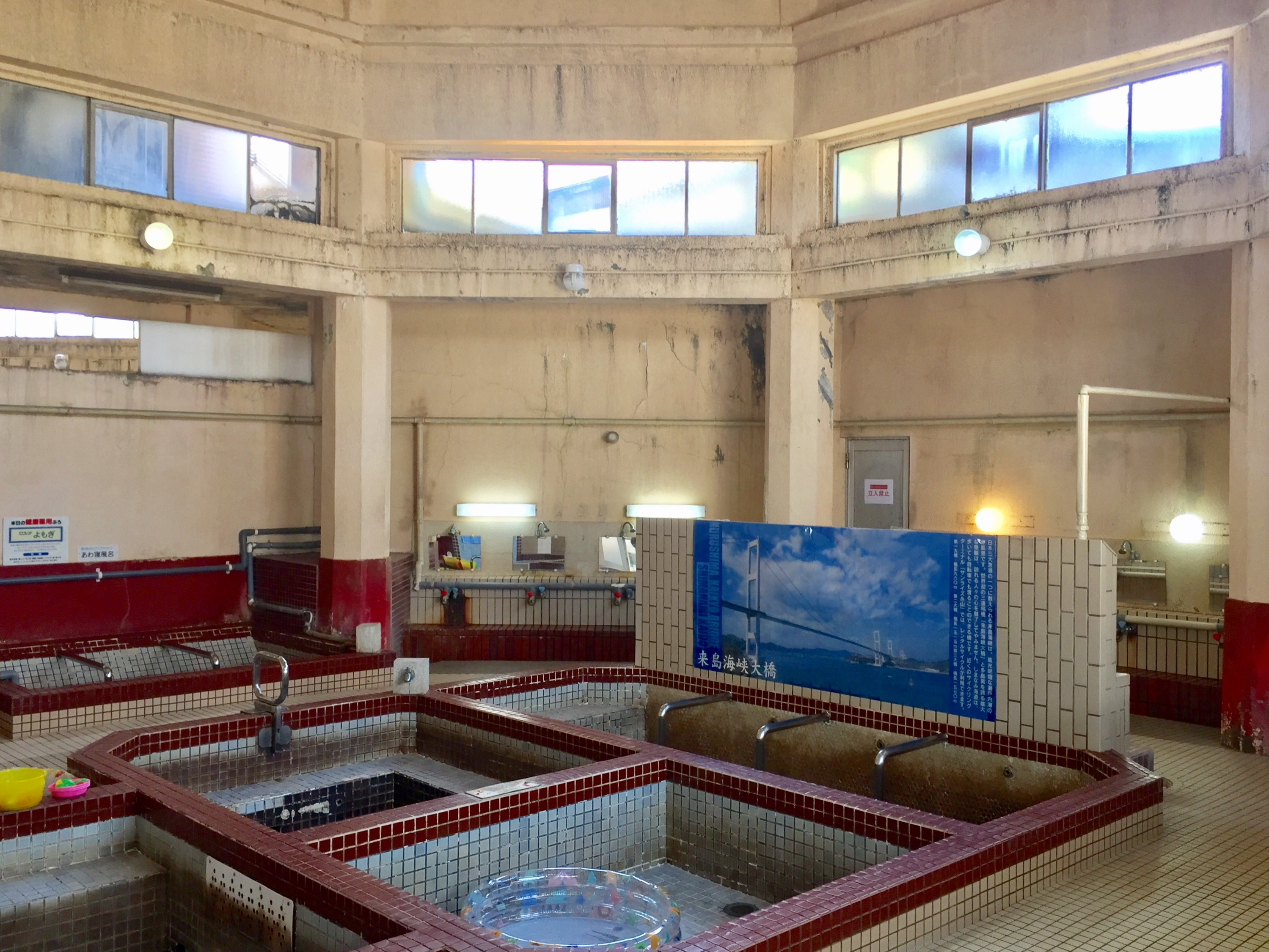
中央の浴槽（別の角度より）
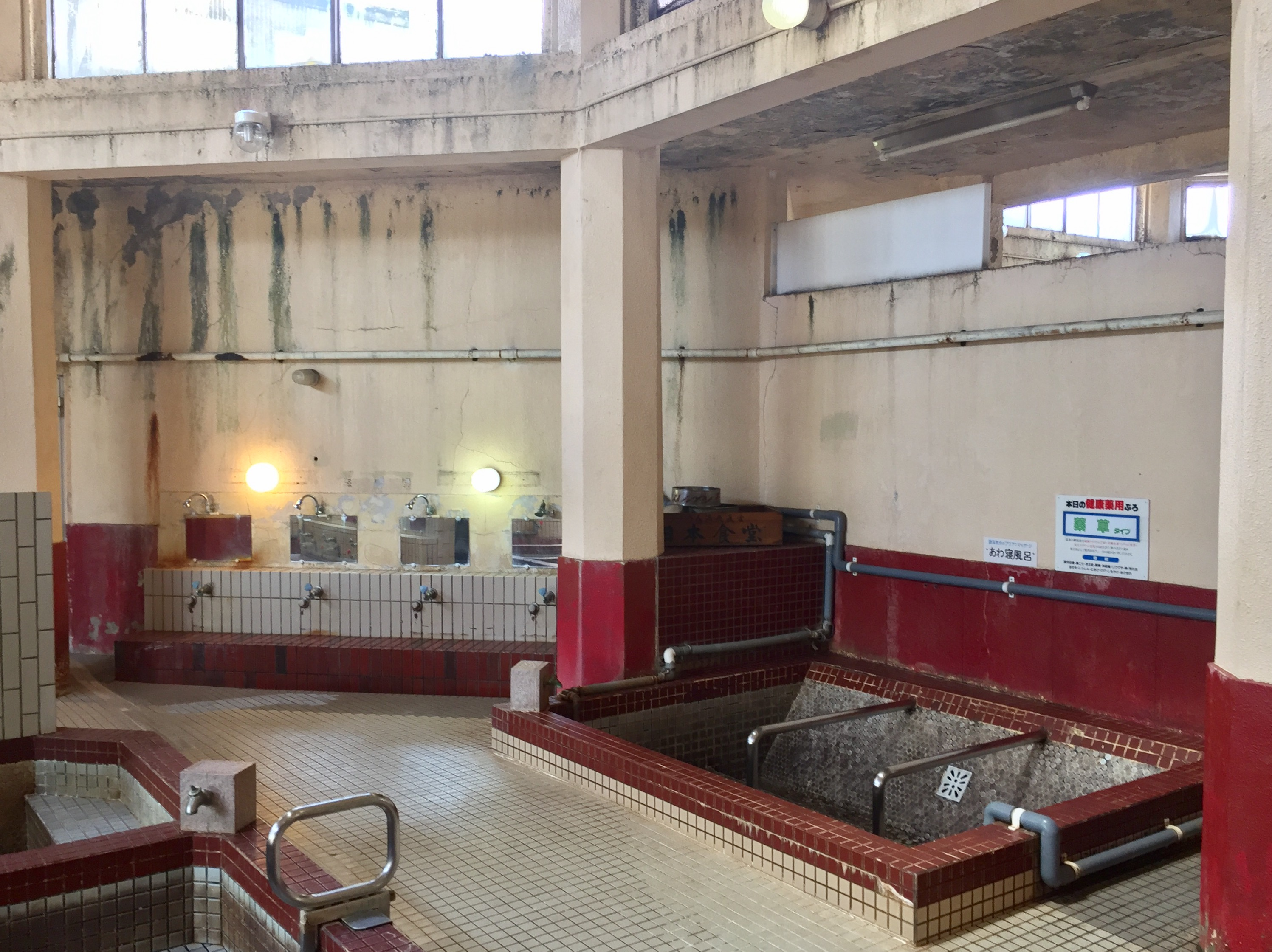
隅の薬草あわ寝風呂など
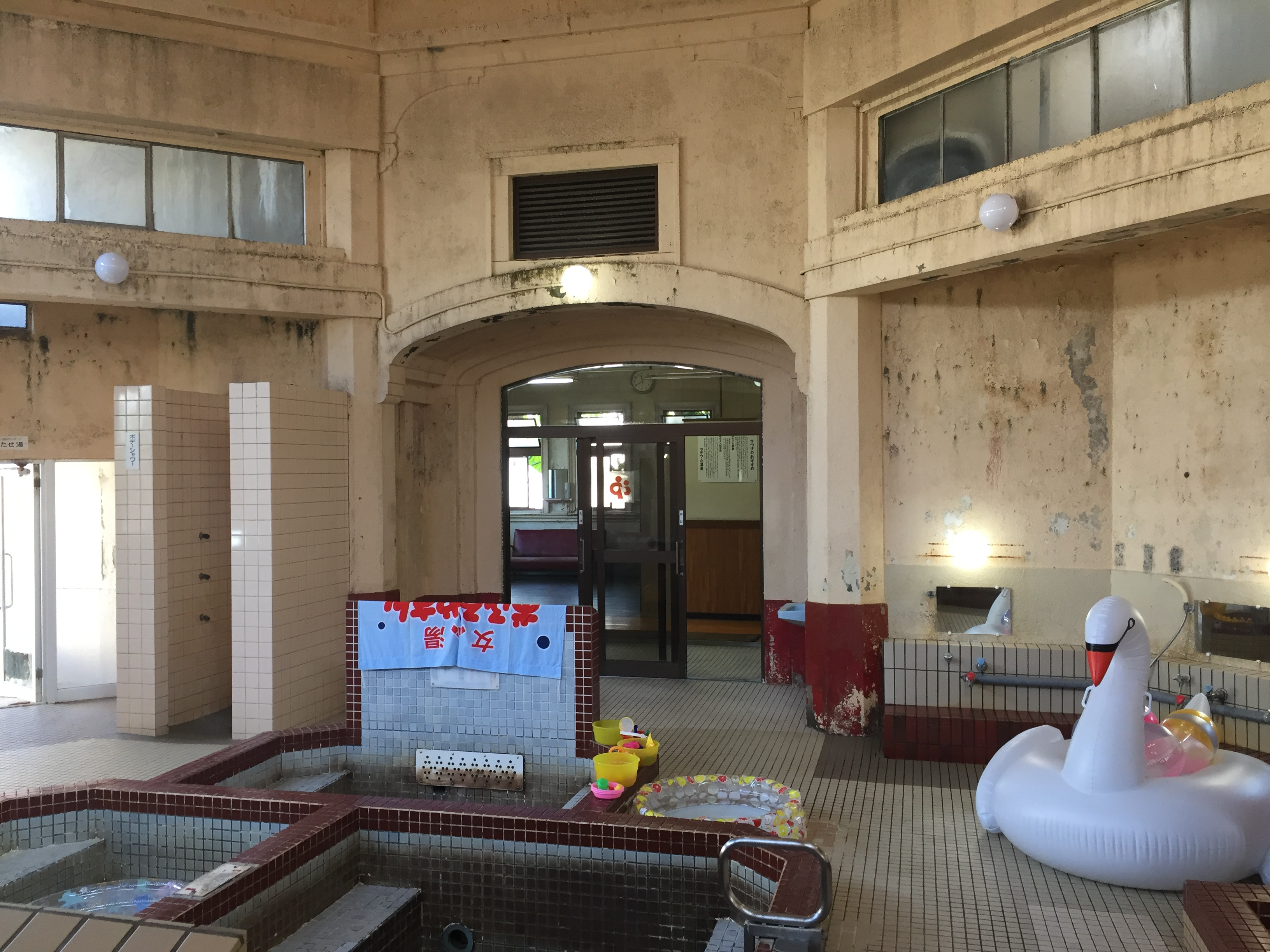
入口側を見る
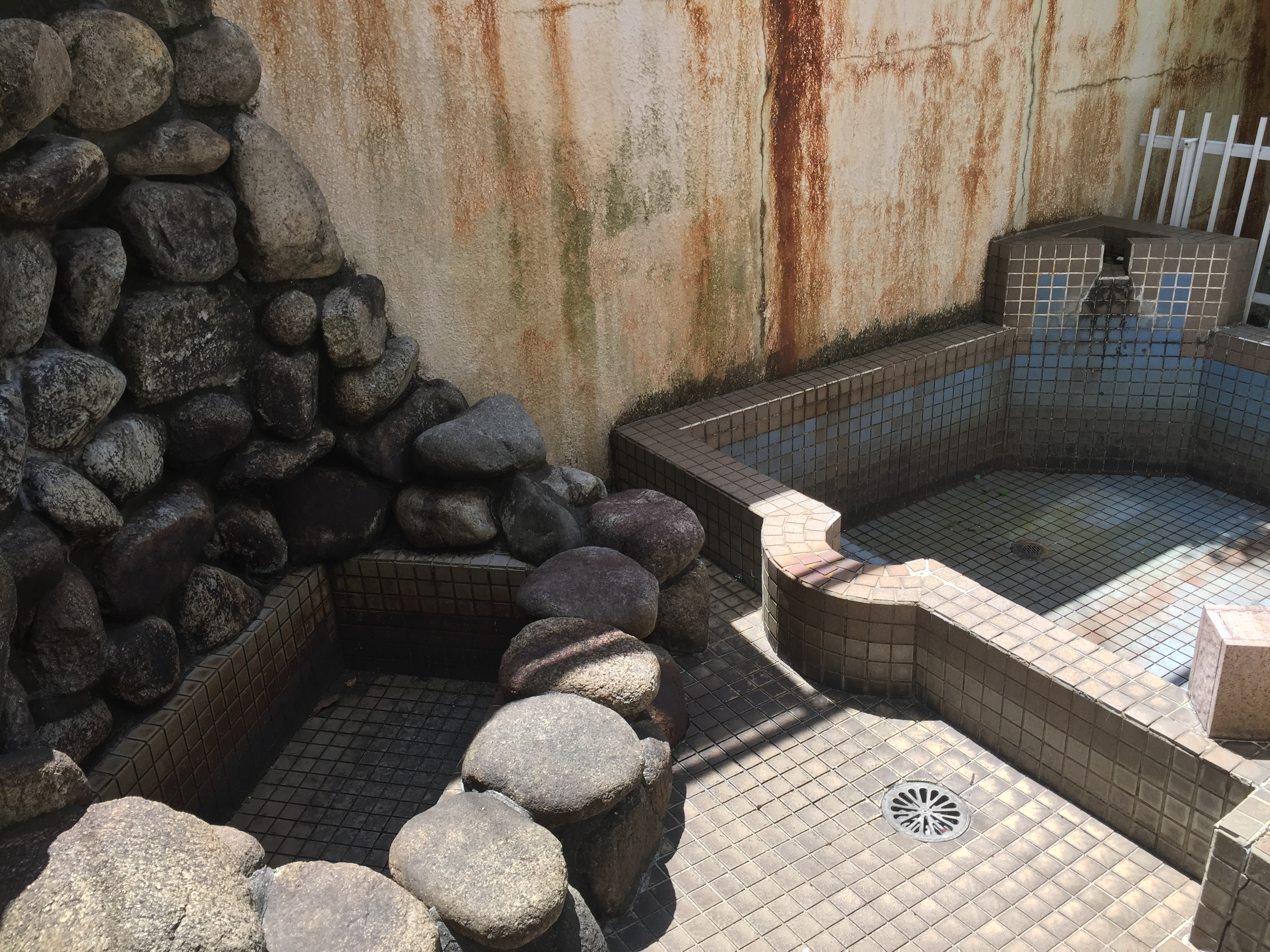
露天風呂
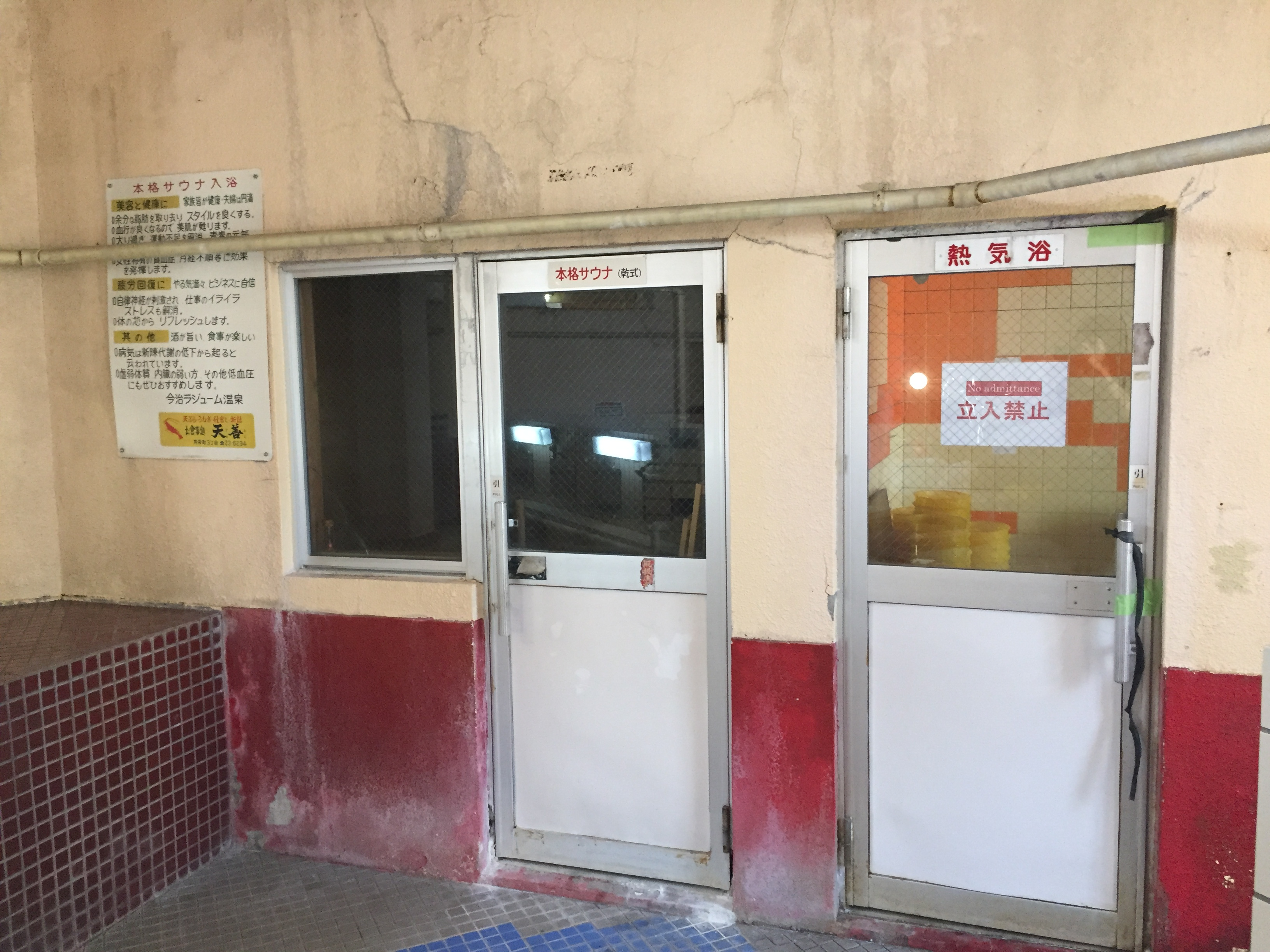
サウナ風呂とスチームバス
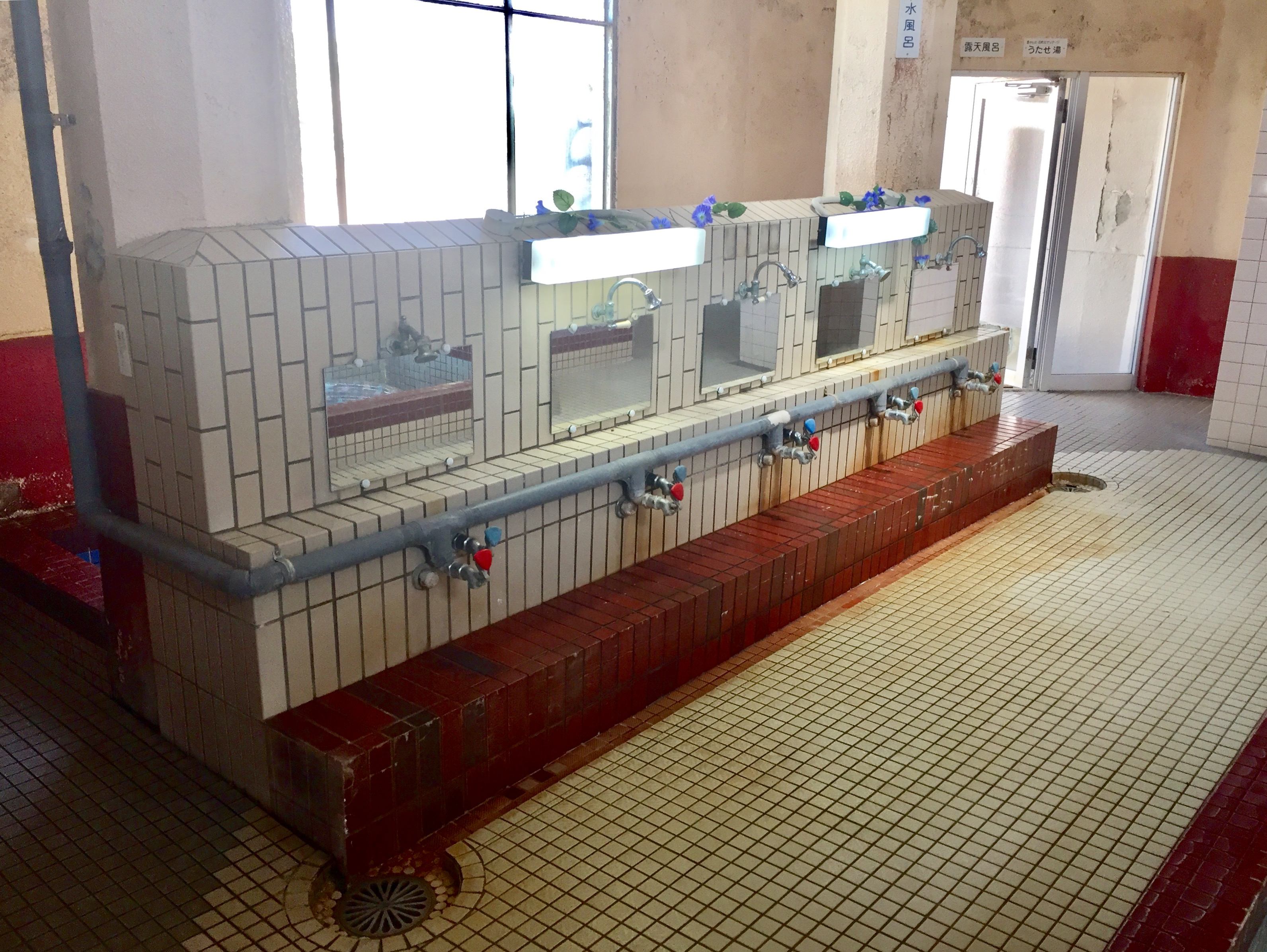
洗い場のカラン
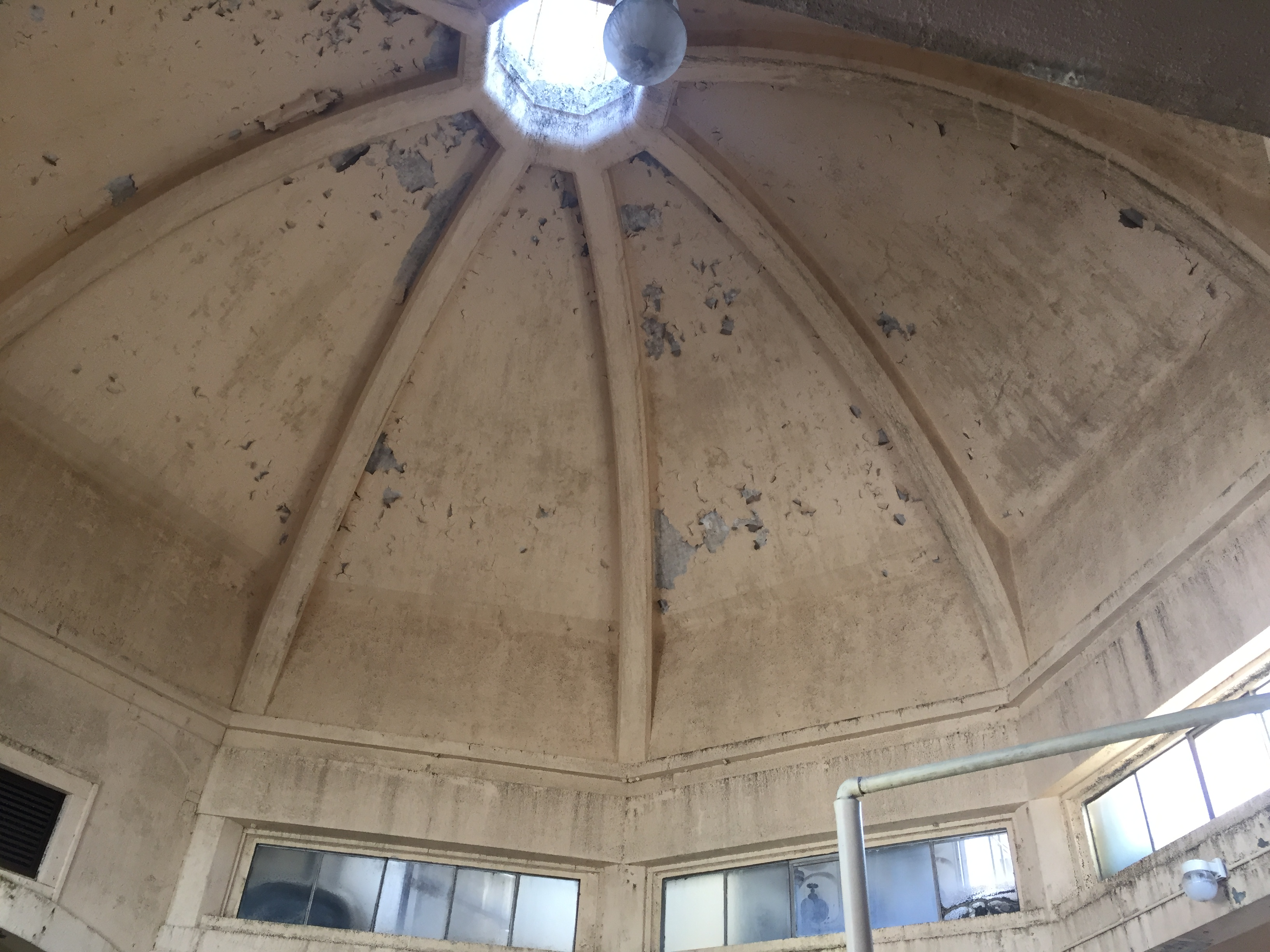
浴室の八角形ドーム天井

※イベント開催時（2017年8月）